# ビー・バップ・ハイスクール
『ビー・バップ・ハイスクール』（BE-BOP-HIGHSCHOOL）は、きうちかずひろによる日本の漫画。1983年から2003年まで『週刊ヤングマガジン』で連載されていた。単行本全48巻。

## 概要
ツッパリ留年高校生コンビのヒロシとトオルがケンカや恋に明け暮れる姿を描いた、いわゆる「ヤンキーもの」の代表的な作品。主人公2人はケンカにめっぽう強いものの、必ずしも無敵の存在ではない点や、不良高校生の日常風景をリアルに伝える初期の描写が当時の中高生を中心に人気を博し、コミックス8巻は初版発行部数227万部（236万7000部とする文献もある）の大ヒットを記録した。これは講談社の漫画本としては、2014年に『進撃の巨人』13巻が初版275万部を発行するまで破られなかった。単行本の累計発行部数は4000万部を記録している。
当初は『少年ジェッツ』にて連載をする方向で進められていたが、編集からのタイトル変更、およびパンチラなどの要素を加えるよう要求されたきうちがこれを拒否、結果同誌からは原稿を引き上げ、ちばてつや賞に応募されたという経緯がある。
20巻位までは登場人物たちの恋愛話や他校との抗争などがメインだったが、20巻台以降は小咄的なギャグ短編が多くなった。これについてきうちは「ケンカで話を進めていくと、最終的には日本一、ひいては世界一・宇宙一強い不良との対決を描かざるを得ないことになり、そうした展開にはしたくなかったから」と話している。
最後は無期限休載という形で連載中断の後、きうちが作品の終了を編集部および講談社上層部に伝えたため、編集部によって誌上にて連載終了が発表された。このため明確な最終回は存在せず、建前上は未完のまま連載を終了。ヤンマガKCスペシャル全48巻。コンビニコミック全24巻。
1988年度（昭和63年）、第12回講談社漫画賞一般部門受賞。1985年には仲村トオル、清水宏次朗主演で実写映画化された。以後シリーズ化され、全6作が上映されている。その後、1994年に原作者のきうちかずひろ自ら監督した新実写映画化を皮切りにオリジナルビデオ・OVAも発売され、また2004年と2005年にはTBS系列にてスペシャルドラマとして放映された。なお、1990年にはOVAとしても発売されている。2004年にパチンコ機・2006年にはパチスロ機も発売された。
上記映画作品については静岡県静岡市や清水市（現清水区）での撮影が多かったが、原作は福岡県福岡市および近郊の高校をモデルにしている。
『別冊ヤングマガジン』では、本作のキャラクターを使ってそのまま極道漫画やビジネス漫画、さらには成人劇画など様々なドラマを展開したパロディ作品『ビー・バップ海賊版』が連載されていた。作者は「まんひるめめおか」という覆面漫画家であり、正体はきうち本人ではないかとも囁かれたことがある。なお、一度きりだが本家と海賊版が共演した作品が掲載されたことがある。

## 主な登場人物
声はOVA / ムービーコミックのもの。

### 私立愛徳高等学校生徒・教師
男女共学。生徒数1026名（男子602名、女子424名）。偏差値49〜74。前年度の退学処分者数12名。通称「学力カースト制度」。番長は不明だが、ヒロシとトオルは顔崎太（信雄）が番長だと言っている。高校与太郎行進曲（7巻、劇場版同様）ではヒロシが番長だと言っているが、ヒロシがいきなり「信雄が番長だ」という描写がある。
加藤浩志（ヒロシ）
声 - 小野坂昌也 / 吉野裕行
役 - 清水宏次朗
年齢 18歳
生年月日 1966年（昭和41年）9月14日
住所 静岡県清水市
学年 2年C組21番→2年F組14番（ダブリ）
性格 短気、ズルイ、こすっからい、単純、助平
武器 ナイフ
中学時のあだ名 「火の玉」
デビュー 1巻（1983年〈昭和58年〉）
本作の主人公の一人。9月14日生まれで血液型はB型。髪型はリーゼントパーマで、原作では黒髪だがアニメ版・パチスロ版では茶髪。スケベでひょうきんな軟派男であり、口が上手く頭の回転が速い。ケンカの強さはトオルと互角だが、時には卑怯な手段も辞さない。強敵とのタイマンでは初戦で敗れ、2戦目でリベンジというパターンが多い。口がうまくルックスも悪くないため、可愛い女の子ともすぐ仲良くなることができ、一夜を共にすることもあるが、軽い性格が災いして次々と他の女の子に色目を使うため長続きはしない。一時期女性に全くモテない日々が続いたが、単行本25巻にて「人生24年来の春が到来」という状況で彼女ができ、腑抜けになってしまう。他校との抗争の発端の原因になることがやたらと多い。江南中学時代のあだ名は「火の玉」。中学2年のときに陰毛に毛ジラミが発症した（コミックス2巻）。また、ジュンが抱くはずだった女性をジュンの名を騙って寝盗り、そのせいでクラミジアにも罹った。トオル同様、弱い者イジメはしない主義だが、よく人をからかう。しかし、女ったらしすぎて北高の人質になったり騙されたりし、8巻で今日子一筋と言ったことはあるが、平気で別の女の子と仲良くなる。
劇場版では第1作目でネコ次や高校与太郎哀歌で城東の山田敏光、高校与太郎行進曲で無期停学組のパンダ、高校与太郎狂想曲で城東退学組の西、高校与太郎完結篇で極東の東山などと激戦を繰り広げたが、高校与太郎音頭で警察にパクられ、しばらく不在の時もあった。美人女子大生の浅野まゆみと付き合ったり、メイコとマミをナンパしてメイコとホテルに直行したりするが、どちらも理由があって振られる。一番女の子にモテていたキャラクターだが振られた回数も多い。喧嘩をする時は即暴れるため、高校与太郎で立花の拠点にしていたカベチョロに乱入する。敵と戦う際は城東の原田に連続でボディーブローを喰らわせたり、無期停学組を倒す際にジャイアントスイングをしたり、副リーダーの巻田にバックフリップをお見舞いさせるなど、沢山のプロレス技を使用する。
連載終了後に『別冊宝島』から発売された『俺たちの好きなビー・バップ・ハイスクール』において、作者のきうちかずひろは「自分の性格を一番投影したキャラクター」（ヒロシときうちの誕生日は同じである）だと語っている。また、加藤浩志と中間徹は実在の人物であり、自身のアシスタントをしていたとも語っている。
中間徹（トオル）
声 - 立木文彦 / 中村悠一
役 - 仲村トオル
年齢 18歳
生年月日 1966年（昭和41年）10月31日
住所 静岡県清水市
学年 2年C組21番→2年F組14番（ダブリ）
武器 ジッポーライター、二段式特殊警棒
性格 短絡的、しつこい、しぶとい、ズボラ、脳天気
中学時のあだ名 狂犬病
デビュー 1巻（1983年〈昭和58年〉）
本作の主人公の一人。脳天気で短気な性格であり、ヒロシに比べると硬派で面子を重んじ、真正面からのケンカがモットー。直毛で長め、前髪を数本前に垂らしたリーゼント。翔子という中学生の彼女がいるが、長い間おあずけを食らっている。武器は伸縮式警棒。ヒロシの起こした抗争に助太刀で参上するもいつもタイミングが遅く、ヒロシから「何しに来たの?」と言われたり、道に迷ってしまうことも多い。また、抗争のオチを（締まらなく）付けることも多い。宮島中学時代、テルと戦った際に太ももの両サイドを刺されたことが原因で暴れて彼のドスを奪い、テルの手を重ねてドスで地面に刺したことがある。それ以来キレると何をするか分からないことから「狂犬病」というあだ名を付けられた。ただし、基本的に弱い者イジメはしない主義であり（とはいっても留年が決定した単行本2巻では、一般生徒の胸倉をつかんで因縁を吹っかけたり、振られた腹癒せに今日子に悪態をついた男にヒロシと共にヤキを入れたり、岩本をおちょくったりすることはある）、イジメに遭っていた下級生をヒロシと共に（暴力無しで）助けたこともある。ヒロシとは別中学出身であるが、原作ではコンビになった経緯は語られていない。
劇場版の第1作目『ビー・バップ・ハイスクール』（1985年）でヘビ次や第2作目『ビー・バップ・ハイスクール 高校与太郎哀歌』（1986年）で城東のテル、第3作目『ビー・バップ・ハイスクール 高校与太郎行進曲』（1987年）で無期停学組のリョウ、第4作目『ビー・バップ・ハイスクール 高校与太郎狂騒曲』（1987年）で城東退学の柴田、第5作目『ビー・バップ・ハイスクール 高校与太郎音頭』（1988年）で北高のシンゴ、第6作目『ビー・バップ・ハイスクール 高校与太郎完結篇』（1988年）で立花の菊永や極東の安藤と対決した。走る電車から落とされそうになったり、炎が燃え盛る工場での戦いなど危険なアクションシーンも辞さない戦いをする。ヒロシと共に5回も停学を繰り返す。学校生活では授業中にヒロシと口論になって喧嘩をしたり、ヒロシと校舎裏（劇場版では屋上）でタバコを吸うのが日常的だが、サッカーの試合で代役として出場するも、ルール無視の格闘型サッカーをやらかして中止にしてしまう。敵と戦う際はテルとの対決でドスで刺されそうになったところを延髄斬りで逆転したり、柴田にとどめを指す際にブレーンバスターを使ったり、リョウとの対決ではツームストーン・パイルドライバーで撃破するなど沢山のプロレス技を使用する。原作漫画ではどちらかというとヒロシがメインだが、実写映像作品では逆転しており彼が主役扱いされることが多い。『あぶない刑事』の仲村トオル演じる「町田透」が「オレが愛徳高校にいた頃はソリは入れるわ喧嘩はしたわ」と言うシーンがある。
ヒロシよりやや直情的で「自棄になった猪」と揶揄されるが、正当な喧嘩の腕は剛腕であり、強敵との戦いはヒロシに譲ることが多くとも菊永とも優勢に戦ったり、菊永の鼻を曲げた栄泉のカメマンとも実力は対等以上であり、戦闘力ではヒロシと同等かそれ以上。ただし知恵（卑怯な面も含めて）が回らないためか、正々堂々とした喧嘩を好む。それ故に駆け引きはヒロシよりも弱め。その反面ヒロシが拉致されている疑いがあった時には心配し、白山の江田には潔く捕らえられ正座の指示にも従うほど相棒想いである。それ故に白山の松本ケンからは「ここにもやっとちゃんとした男が居たな」と評され、他校の番格からは評価されている。怪力でもあり、ギャグ回ではベンチを担ぎ上げて相棒のヒロシを殴打したこともある。
泉今日子
役 - 中山美穂
年齢 17歳
生年月日 1967年（昭和42年）4月20〜30日の間
住所 静岡県清水市
学校 私立愛徳高等学校（静岡県清水市）
学年 1年B組→2年F組
性格 優しい、しっかり者、強気
苦手 不良、喧嘩や乱暴な言葉が嫌い
デビュー 2巻（1984年〈昭和59年〉）
好きなアイドル チェッカーズ
性格は優しくしっかり者で喧嘩や乱暴な行動や言葉が嫌いだが、ヒロシとトオルに想いを寄せている。高校1年時に立花商業高校の生徒に恋人きどりでつきまとわれたことが原因で、恋人がいると嘘をつきヒロシに恋人の役になってくれと頼む。それがきっかけでヒロシとトオルに喧嘩をしない条件で付き合う。ヒロシとトオルは彼女を巡って熱烈な争奪戦をするが、トオルは中学生の翔子という彼女ができてしまい、今日子はヒロシも選べないため2人のことは忘れて別の男を作ってSEXをしても良いと考えていた。学校のアイドル的な人気者で、同じく学校の人気者の覚田が口説いてきたりする。
他にも銀一と忠治の大喧嘩の仲裁を頼んだり、新吾が愛徳高校の女子更衣室に入って女子をナンパをしていることなど、校内の問題をすぐにヒロシとトオルに報告して助けを求めることもある。依頼されることもあり、信雄に頼まれてヒロシの怒りを鎮めたことがある。しかし、シリーズが進行する毎に登場頻度が減り、単行本27巻収録「不良人生摩訶不思議」を最後に劇中から姿を消した。25巻ではヒロシに女が出来た時に気にした様子であり、またすぐに振られると思うから可愛そうだなと明るげに酷い言い方をする。モデルは歌手の小泉今日子。
劇場版第1作目の『ビー・バップ・ハイスクール』ではヒロシとトオルを抑えてトップクレジットを飾るなど、メインヒロインとしてストーリーを牽引していた。戸塚校生に殴られたり髪をボロボロにされたりし、ミッション系の女子校に転向したりした。家は酒蔵で、家族は母の泉圭子（岩本多代）や泉義雄（小鹿番）、ヒロシとトオルに憧れている弟を持つ。
中山美穂は劇場版の第1作目の主題歌「BE-BOP-HIGHSCHOOL」や第2作目の『ビー・バップ・ハイスクール 高校与太郎哀歌』で主題歌の「JINGI・愛してもらいます」を歌う。
第2作目をもって中山美穂は降板したため、第3作目の『ビー・バップ・ハイスクール 高校与太郎行進曲』では、今日子はアメリカ留学したという設定になる。（第3作で冒頭と回想シーンで少しばかりの登場シーンがあるが、前作からの流用と思われ、名前はノンクレジットとなっている）
三原山順子
声 - 高山ゆかり / 東城未来
役 - 宮崎萬純
年齢 18歳
生年 1966年（昭和41年）
住所 静岡県清水市
学校 私立愛徳高等学校（静岡県清水市）
学年 2年C組→3年A組
性格 姐御肌、強気
苦手 坊主頭、ルーズソックス、たまごっち
デビュー 1巻（1983年〈昭和58年〉）
愛徳高校に転校してきた2年C組→3年A組36番（転校当時は2年）のツッパリ。坊主頭が嫌い。初期はヒロシとトオルに惚れられ、さんざん焦らせたあげくどちらかを彼氏にしようとするが、校則を破って坊主頭にされることが確定した2人をあっさり振る。
ヒロシとトオルよりも授業をサボることが多かったようだが、本人曰く「頭の出来が違う」という理由であっさり進級する。
ヒロシとトオルを助けたり、利用する時もある。かなり頭が良く、ミノルを利用して腹巻をやっつける作戦を提案する。今日子とも仲が良く、一緒に帰ったりもした。しかし、本城マキとは仲があまり良くない。
菊永に想いを寄せられ、本人もまんざらではなかったもののヒロシとトオルに冷やかされてムキになってしまう。シンゴに口説かれ、岩本やバカ牛にも惚れられたりと本作で最もモテた女性。目の前で自分の争奪戦を始めたシンゴと菊永を振り切るため、ミノルの唇を奪ったりする一面がある割にはヒロシに唇を奪われた時は「謎の覆面女」と化してヒロシに執拗な復讐を図っこともある。ヒロシを金属バットで殴ったりもする。モデルは元歌手、現参議院議員の三原じゅん子。
劇場版の『ビー・バップ・ハイスクール』では仲間を連れて喫茶店に入るシーンがあり、スケバンのような印象があった。今日子が戸塚高校に痛めつけられた時は、順子はヒロシとトオル対し「女一人守れねえくれーならツッパリ辞めろ！」と言った。高校与太郎狂想曲ではトオルが銀星会にスカウトされて学校を辞めそうになるが、順子が乱入しトオルは学校に戻ってくる。高校与太郎完結篇では極東の東山に人質になるが、不意をついて股間を蹴る。祖父（増田順司）がいる。宮崎萬純は『ビー・バップ・ハイスクール 高校与太郎哀歌』にて、仲村トオルと清水宏次朗と共に企画ユニットのビー・バップ・少年少女合唱団を結成し、「ビー・バップ・パラダイス」と『ビー・バップ・ハイスクール 高校与太郎狂騒曲』で「ビー・バップ・シンドローム」を歌う。
兼子信雄（ノブオ）
声 - 後藤敦→飛田展男 / 山口清裕
役 - 古川勉
年齢 17歳
生年月日 1967年（昭和42年）3月3日
住所 静岡県清水市
学校 私立愛徳高等学校（静岡県清水市）
学年 2年E組7番
性格 哀れみ深い、忠実
通称 石頭三吉、顔崎太、ス・ノブオ、ズ・ノブオ
デビュー 2巻（1984年〈昭和59年〉）
愛徳高校の2年E組7番。ヒロシとトオルの押しかけ舎弟で、「顔崎太」の偽名で愛徳の番長（トオルとヒロシの発言で）にさせられたこともある。ケンカに強くなりたい一心で舎弟入りした。極度の小心者だが、人情深く男気にあふれ、いざというときに根性を見せることも。その義理堅く実直な性格から各校のトップクラスの有力者たちとも良好な関係を築いている。いつも腹に巻いているサラシに短ドスを模したような短い木刀を隠し持ち、それで菊永の頭の鉢を叩き割り病院送りにしたこともある。サキという中学生の恋人がいる。初登場の回でトオルとヒロシに舎弟のテストとして北高の新吾に突っかかり、2人の命令通り服を一気に脱いで新吾の前で褌姿になり笑い者にされる。ひょんなことから源田やベンツから絶大な信頼を得るようになり、しょっちゅうトラブルに巻き込まれる。逆上してトオルや源田に殴りかかり、返り討ちにされたことも。均太郎の退学を止めるために教師に土下座をするなど、後輩思いな面もある。ドラマ版ではたびたび菊永にボコボコにされる。小学生の頃に劇団に所属し、『あばれはっちゃく』第1話に出演したという過去をもつ。極道物のドラマを欠かさず見ている。アニメでは、水崎に変わって信雄が白山寺に引っ越した設定になる。名前の由来は俳優の金子信雄から。
劇場版では第1作目の『ビー・バップ・ハイスクール』でいきなり事故で冷凍車に入って凍ってしまう。基本的に喧嘩は弱いが高校与太郎哀歌では信雄（この時は顔崎太）が徹と浩志の復讐のため、逆ボンタン狩りを実行したりした。高校与太郎行進曲で翔子を助けるために人質になりクレーンで投げ飛ばされたり、高校与太郎音頭で北高軍団のリンチにあいながらもトオルの居場所を決して口を割らなかったように仲間思いで根性もある一面もあった。高校与太郎完結篇でヒロシの彼女作りに付き合わされたりする。晶子（一色彩子）という姉がいる。
大前均太郎（キンタロー）
声 - 川津泰彦 / 上村友二
役 - 鎌田伸一/上野隆彦/池野茂治
年齢 16歳
生年月日 1968年（昭和43年）8月29日
住所 静岡県清水市
学校 元私立愛徳高等学校（静岡県清水市）
学年 1年B組3番
性格 鈍い、愚か、短気
中学時のあだ名 「五中の黄色い豚?」
デビュー 2巻（1984年〈昭和59年〉）
元愛徳高校1年B組3番。1歳年下の中学生である翔子に片思いするが、デブというだけで振られてしまった。愛嬌のあるキャラクターだが野心家でもあり、入学当初は一年生にして愛徳の番を張ろうと目論んでいた。その後に2人の仲間になる。黒薔薇女学院のマンモスお妙が圴太郎を見て一目惚れしたり、みどりという彼女がいたりなど、女にはモテる。
その後、単行本15巻にて恐喝事件を起こして退学処分となる。そのあまりに卑劣な手口と傲慢な態度に、さすがのトオルたちも見放さざるを得なかった。さらに久々の登場となった単行本23巻では、中学生を使って岩本相手に恐喝を働いていた事実が発覚。ヒロシから完全に見限られ「お前、もう遠くに行っちゃえよ」の一言で街を去り、徹子之部屋という相撲部屋への入門を最後に劇中から姿を消した。
勉強は大の苦手なようで、教師からは留年はほぼ確定だと思われている他、「顕著」の読み方を「シッチョ」と間違えて覚えておりトオルやヒロシたちに笑われるシーンがある。
劇場版では第1作目ではトオルとヒロシとサッカーの試合をしたり、高校与太郎哀歌で柔道の試合に出たりするなど、大会や試合に出場したりだが、いい結果は出ていなかった。シリーズによって餃子やおにぎり、パンを食べていたシーンがある。喧嘩は強い方で、1人で車をひっくり返すほどの馬鹿力があるが、腹巻鉄也に蹴り飛ばされたり立花相手に逃げたりボコボコにされたりする。高校与太郎音頭で何も知らずに、純と晋平と北高軍団に入ってしまうような、沢山の問題を起こしてしまったりもする。高校与太郎完結篇で後輩に恥をかかされて立花との抗争を発展させてしまう。
川端純（ジュン）
声 - 掛川裕彦
役 - 松岡幸児 / 為田浩 / 百々英二 / 的場浩司
年齢 16歳
生年月日 1968年（昭和43年）6月20日
住所 静岡県清水市
学校 私立愛徳高等学校（静岡県清水市）
学年 1年D組8番
性格 単純、生意気
中学時のあだ名 「五中の黒い狼」
別名 「山守純次」（劇場版第1作目の当時は原作で名字がなかったため、設定された名前）
デビュー 2巻（1984年〈昭和59年〉）
愛徳高校1年D組8番。均太郎の舎弟のようなキャラクターだったが、次第にキャラ立ちする。中二のころ、パッソル（ヤマハのスクーター）でウイリーをやって瀬戸物屋の店先につっこんだ際の、全身の傷跡をよくハッタリに利用する。パンチパーマ（実際はロットで巻いている）で、3日に1回眉毛を剃っている。原作では黒髪だがアニメ版では赤毛。ヒロシとともに女日照りの毎日を過ごす。容姿より胸の大きさを重視する筋金入りの巨乳マニア。最終的に巨乳美人のルミ子を、菊永との壮絶な争奪戦の末に射止める。中学生のイザコザで立花との喧嘩を悪化をさせたりするが、愛徳の旗を振ることで熱くなったり、1人になっても戦うといったように母校のためならどんなときも戦う一面がある。
しかし劇場版では圴太郎の側にいることが多く、あまり目立った活躍はしていなかったが、高校与太郎哀歌では城東高校をバカにしたことをテルに聞かれて晋平と一緒に捕まったりしたりした。見せ場が多かった第6作目の『ビー・バップ・ハイスクール 高校与太郎完結篇』では、浩志が警察にパクられて警察署から出た時にいつものメンバーがお出迎えしていたのに女に振られたせいでおかしくなって来れなかったことがある。ヒロシと女が出来ないことで1度気があうが途中で仲違いしヒロシと喧嘩になり、しばらく疎遠に。立花との抗争が終わった時に事情を知った純は五中がバカにされることに我慢ができず、五中に立花の者を襲って制服のボタンを取ってこいと命令し、余計状況を悪化させた。他にも、パンケーキみたいな帽子を被り橋の上から魚釣りをするシーンがある。
黒田晋平（シンペー）
声 - 佐藤浩之 / 山本祥太
役 - 神谷潤/岩田富弘/岡田東二
年齢 16歳
生年月日 1968年（昭和43年）12月12日
住所 静岡県清水市
学校 私立愛徳高等学校（静岡県清水市）
学年 1年F組10番
性格 皮肉、猛烈
呼び名 ジミー（恵利）
中学時のあだ名 「五中の赤い虎」
別名 「土井新平」（劇場版第1作目の当時は原作で名字がなかったため、設定された名前）
デビュー 2巻（1984年〈昭和59年〉）
愛徳高校1年F組10番。初期はクールなキャラクターだったが、徐々に間抜けな本性を露呈し始め、仲間たちを呆れさせることに。エリという彼女がいるが、のちにヒロシが抱いてクラミジアをうつされた女性をナンパして関係を持ち、尿道から膿が出たことも。後にエリの度重なる不貞行為を認めようとせず、現実逃避を繰り返す。エリとヒロシにだまされ、ロシアに行かされたこともある。純と仲が良く、純のケツならいくらでも押すぜと言ったほど信頼している。酒を呑むと、泣き上戸で生真面目な面を見せる。単行本47巻では、偶然ながら殺人未遂現場を取り押さえたことが全国ニュースで報道され有頂天になり、トオルやノブオたちを辟易させた。
しかし劇場版ではあまり目立った活躍はない。城東をバカにしたせいで純と共にテルに捕まり、テルに顔をドリルで貫かれそうになる。ヒロシが警察にパクられて警察署から出た時にお出迎えしていた。家は順子の家の近く。
水崎雅裕
役 - 福井秀明
年齢 17歳
生年月日 1966年（昭和41年）
住所 静岡県清水市（11巻で白山寺沿線に引っ越しになる）
学校 私立愛徳高等学校（静岡県清水市）
学年 3年E組19番
性格 気弱、強か、冷徹
デビュー 1巻（1983年〈昭和58年〉）
愛徳高校3年E組19番。ヒロシ・トオルの同級だったが進級している。ヒロシたちのツッパリ仲間ではあるものの、彼らの行動とは一歩引いた立場に身を置いているが、トラブルに巻き込まれた際には強かで冷徹な一面も覗かせる。恋人を物にするためなら偽の文通も平気で行う。初期はブスにしか縁がなく、「紅唇會（ルージュ：寛子というツッパリ女子高生が結成した“女性だけの硬派グループ”）」の構成員・美加と付き合っていた。11巻で白山寺近辺に引越し、ヒロシ・トオルと白山寺近辺の不良との抗争のきっかけになる。
トオルと文通相手の女子に会いに行く際は不良だと思われると嫌がられるから、パーマを崩してつけ眉毛をつける。日常面ではバイクを愛用していて、スピード違反をしてしまい、オフクロと家裁に行くことになったりもした。桜ヶ丘の番長腹巻にあっさりやられたようにあまり喧嘩は強くないが、たまにはツッパリらしい一面を見せることも（7巻極楽野郎人生賛歌）。
劇場版では『ビー・バップ・ハイスクール 高校与太郎狂騒曲』にしか登場せず、トオルと文通相手に会うだけだった。
アニメ版には登場しないが、2話で名前だけ出てくる。
城戸健二（ケン坊）
役 - 前田裕二郎
年齢 18歳
生年月日 1966年（昭和41年）
住所 静岡県清水市
学校 私立愛徳高等学校（静岡県清水市）
学年 2年C組→3年（?）
性格 気弱、常識派
あだ名　ケン坊
デビュー 1巻（1983年〈昭和58年〉）
愛徳高校2年C組→3年（?）。本名不詳（劇場版第6作目終了後に原作で城戸健二という名前が設定される）。ヒロシとトオルの同級だったが留年ギリギリで進級。水崎と仲が良い。水崎と同じく喧嘩は弱い方で、小柄で気弱な性格からツッパリ仲間には見下されているが、幼馴染のツッパリ女子高生・ミキに振られた怒りがとんでもないパワーに転化したこともある。ミキにはそのことで見直され、カップルになったような描写があったが、以後は共に登場せず。学校に行く時の格好は、夏場の場合は制服のワイシャツの上にサスペンダーをつけている。
他にも仲間を殴ったりすることができない仲間思いなところもあり、文通相手に会いに行く水崎と付き添いで行く予定だったがトオルの乱入でケン坊の代わりにトオルが行くことになったことに腹を立てたりするが、デート中の2人を後ろから殴りつける話の時は友情を優先し、水崎を殴るようなむごいことはできないと言って帰ることがあった。初期の頃では、城東のボンタン狩りや持田リョウのことで水崎やトオル、ヒロシと話し合ったりすることも多い。久々に復活した時はヒロシに女が出来たことの自慢話を聞かされる羽目になる。
劇場版では『ビー・バップ・ハイスクール 高校与太郎狂騒曲』からレギュラーになる。あまり見せ場は無いが、文通相手の件でトオルと水崎を追跡したりした。高校与太郎音頭では忠治やトオルと共に北高維新軍団と戦っていくが途中、トオルを庇って警察に捕まってしまう。その時は金髪から魚介類を投げつけられたり銀一が顔を上げた時に盾にしていた焼きそばを顔に掛かってしまう。高校与太郎完結篇でトオルとヒロシがイライラしていた時にとっさの判断で「だるまさんがころんだ」と言ったりする。他にも立花との抗争でやる気のないヒロシや晋平、忠治と共に巻き込まれたり、立花の拠点にしているカベチョロに乱入してきたりと3作にかけて活躍する。
横浜銀一（銀）
役 - 八巻保幸
年齢 18歳
生年月日 1966年（昭和41年）
住所 静岡県清水市
学校 私立愛徳高等学校（静岡県清水市）
学年 2年C組→3年C組21番
性格 単純、理屈、能書き
呼び名 銀
デビュー 1巻（1983年〈昭和58年〉）
愛徳高校2年C組→3年C組21番。2年の頃から転校生してきて、鳥の巣のような巨大なリーゼント頭が特徴。不良だが喧嘩が弱く、強さは映画の場合はチンピラ1人を倒せるぐらい。ボキャブラリーが豊富で口がうまく弁が立ち、力より言葉でねじ伏せる喧嘩をする。人間としてやるべきことをキチンとやっているなら外見について文句を言われる筋合いはないと豪語して教師を論破し、忠治とともにボランティアにいそしむなど、口先だけの人物ではない実直な姿が描写されている。教師から髪型を注意されるが、「外見で人を判断するな」とさんざん理屈や能書きを垂れた挙句、それに感化された大多数の生徒を巻き込んで大騒動に発展させるが、ヒロシ・トオルに粛正される。その後、トオルが設立して1日で廃部になった「愛徳危険派倶楽部」の元メンバーの中に入っていた。その後、ポイ捨てをした北高の工藤と揉めたりもする。
漫画では忠治同様あまり登場数は少ないが、劇場版では2人して転校してきてメインキャラクターになるが、実はトオルとヒロシと同じく2人は留年をしていた。第1作目でヒロシと共に菊永に絡まれたり、高校与太郎哀歌でたまたま忠治と歩いていたらボンタン狩りの光景を目撃したなど、何かしら他校の揉め事を目撃している。運転のテクニックも良く、城東との最終決戦で敵の待つポセイドンに向かって小型トラックで突っ込む見せ場もある。高校与太郎音頭で北高軍団の抗争や警察にしごかれて心が折れてしまう。その後、北高の工藤に襲われる。しかし、退院後に忠治だけいい思いはさせられないという理由でデパートに駆けつける。なお、学校のテストでノブオの家で勉強をしていたらトオルやノブオ、忠治と共にテスト中にいびきをかいて寝てしまう。他にも高校与太郎完結篇で浩志が警察にパクられて警察署から出た時にお出迎えしていた。漫画では発覚してはいなかったが彼女がいる。女との情事の際にはへそを舐める。名前の由来は横浜銀蝿から。
赤城山忠治（忠公）
役 - 小林啓志
年齢 18歳
生年月日 1966年（昭和41年）
住所 静岡県清水市
学校 私立愛徳高等学校（静岡県清水市）
学年 2年C組→3年（?）
呼び名 忠公
デビュー 1巻（1983年〈昭和58年〉）
前の学校ではいじめられっ子だった転校生で、愛徳ではナメられないようにとバリバリの不良を装ってやって来る。しかし、その参考にした資料があまりにも古かった不良ファション（順子曰く「恥ずかしくてとても表歩けない格好」）を、ヒロシ・トオル・順子に大笑いされてしまう。
再登場後はいつも銀とつるんでいて、圴太郎に絡まれていたり、後に同じ女性に惚れてしまったことが原因で銀と大喧嘩を始めるが、今日子の要請で止めに入ったトオルとヒロシに暴言を吐いたことで2人の逆鱗に触れてしまい、共に顔面パンチ一発でKOされる。
その次の回「愛徳危険派倶楽部」の登場後、銀共々しばらく登場しなかったが、単行本13巻収録「脇役軍団大行進」で、銀と共に再登場し、出番に備えて体を鍛えてたくましくなったことを話したが1コマしか登場しなかった。その後もしばらく登場せず、後半一度だけ復活し、銀一と街で空き缶拾いのボランティアをする好人物となっている。
劇場版ではレギュラーとして登場し、高校与太郎音頭では北高軍団に猛然と立ち向かう見せ場がある。銀一と同じく車の運転も得意。初期の頃はヒゲが生えていたのに後半から剃った状態で登場。女の体で舐める時は足を舐める。高校与太郎完結篇では彼女がいることが判明。
岩本裕尊
役 - 塚田剛史
年齢 18歳
生年月日 1966年（昭和41年）
住所 静岡県清水市
学校 私立愛徳高等学校（静岡県清水市）
学年 2年C組→3年C組
性格 真面目、スケベ
デビュー 1巻（1983年〈昭和58年〉）
愛徳高校2年C組→3年C組。典型的な優等生で成績も優秀。最初は惚れたツッパリ女子高生を口説くため、ヒロシやトオルに「不良になる方法」の指南を受け、ウルトラセブンチックなファッションにさせられるなど体の良いおちょくられ役だったが、徐々に親しくなり、単行本7巻では柴田たちにタカリにあった際、「お前なぁ、タカリにあったら愛徳の加藤と中間の友達だと言えって、あれほど言っただろう」と2人が事の状況を聞いて復讐に赴き、退学後の均太郎のグループからカツアゲされた際もヒロシから助けられるなどしている。内面は相当の好色家であり、松田由美子という恋人がいるが、性行為をすることしか考えていない。ケンカはまるで苦手で小学生にケンカで負けたことがある。また、童貞を捨てようとクロちゃんにソープランドに連れて行かれるが、「お金は払いますから、清い身体で返してください！」と怖気づいたこともある。梅光中出身。
劇場版でも登場する。戸塚の生徒に脅されて今日子の居場所を吐いてしまう。
松田由美子
年齢 18歳
生年月日 1966年（昭和41年）
住所 静岡県清水市
学校 私立愛徳高等学校（静岡県清水市）
学年 3年A組
性格 誠実
デビュー 5巻（1986年〈昭和61年〉）
3年A組。岩本の彼女。ぽっちゃり体型で美人ではないが、愛嬌のある顔立ちで気立てはよく性格は誠実。順子からも「ホンットいい娘」と評価されている。岩本に告白するが、そのパッとしないルックスに面食いの彼は悩む。告白している所を見たヒロシとトオルが、彼女の健気さに心を打たれたことと、薬島博子や順子に手を出そうとした目障りな岩本の厄介払いのために、彼と付き合えるように一計を案じる。その後、岩本と付き合い何かあるとトオルとヒロシに相談をしに行く。後半になると前半と違い、少し痩せてスラッとはしている。
小悪魔軍団
みゆき 役 - 日下田忍
美子 役 - 作山志保
昌子 役 - 背溝治子
愛徳高校1年の女生徒三人組。初期はかなりのツッパリだったが、だんだんと軟化してきた。シンペーの彼女のエリ（吉行恵利）やテルが惚れた山下ミユキらで構成。劇場版では美子と昌子というメンバーが登場するが、恵利は出ていない。
吉行恵利
年齢 16歳
生年月日 1968年（昭和42年）
住所 静岡県清水市
学校 私立愛徳高等学校（静岡県清水市）
学年 1年B組
呼び名 リー（晋平）
デビュー 5巻（1986年〈昭和61年〉）
愛徳高校1年B組。劇場版には登場していないが愛徳高校小悪魔軍団の1人で晋平の彼女。胸の谷間にホクロがある。晋平の好きな黒髪にしてデートするが、夜に晋平と公園のベンチで座ってキスをする（その時には晋平と付き合って2か月と13日は経過していた）。
何日か後になると、金髪に戻る。しかし、11巻以降、晋平は好きだが使い方が荒くなって晋平が恵利に犬の鳴き真似をするようになってしまう。それから晋平は仲間にダメ人間と思われてしまう（ノブオやジュン）。晋平がアメリカに行きたいと言い、学校をやめることになって別れることになってなんとかしようと晋平を殺そうとしたこともある。単行本35巻収録「不良少年純愛図鑑」で別の男と二股をかける。
本城マキ
年齢 17歳
生年月日 1967年（昭和43年）
住所 静岡県清水市
学校 私立愛徳高等学校（静岡県清水市）
学年 2年B組
愛徳高校に九州から2年B組に転校してきたツッパリ少女。毎日のように口説いてくるヒロシを軽くあしらうが、ヒロシの話術に一瞬陥りそうになったことも。当初、順子に喰ってかかるが格の違いを見せ付けられ、以後は仲良くなった模様。しかし、ヒロシに女ができたと知って、ヒロシが声をかけた時に無視したり冷たい言い方をしてしまう。ドラマ版では柴田や西とつるんでいる。アニメ版では登場せず、原作で彼女がいたシーンは順子に置き換えられている。
洋子
1年F組。恵利の友人で、晋平と同じクラス。恵利が忘れ物した際に、恵利が1年F組の教室の窓から出てきて、洋子に物を借りようとする。
片桐隆次
年齢 16歳
生年月日 1968年（昭和43年）
住所 静岡県清水市
学校 私立愛徳高等学校（静岡県清水市）
学年 1年
1年でノブオの舎弟。他校の生徒にカツアゲされていたところを、パンチパーマをあててコテで片方の眉毛の一部を焼かれたため、一時的にかなりの強面になったノブオに助けられ、以後ノブオを慕うようになる。「舎弟になりたかったら五厘刈りにして来い」というノブオの言葉を真に受け、本当に五厘刈りにする。かなり眉毛が太く、「それじゃあノブオの舎弟としてはまだまだだぜ」とヒロシとトオルに騙され、どぎつい吊り眉毛にされ、さらに鬼のようなソリコミを入れられる。ツッパリになり始めなのに、菊永と喧嘩をしたりする。その次に、圴太郎とも喧嘩を始めようとするが、信雄が許さなかった。夜に女装をしてうろつくのが趣味。
校長
当初は「アリですな」が口癖だった。ヒロシ・トオルの更生は諦めている。蟹江に遠縁のバツイチの娘との縁談を持ち掛ける。
木内
体育教師。校長とよく一緒に登場する。カミソリを持って規則を破る生徒を坊主にしていった。銀一の時は言葉でねじ伏せられて負けてしまう。均太郎が退学になる際、彼に煙草とライターを盗られ激怒するが、均太郎のために土下座したノブオに感動して一旦は許す。蟹江とは犬猿の仲。
蟹江信一
ヒロシとトオルのダブリ後の担任。15歳の頃から40歳に見られるほどのフケ顔で、女性には全くモテなかったが、校長からお見合いを持ちかけられるとやる気マンマンになり、成功して彼女の薦めによって髪型やファッションが登場当初に比べて見違えるほどダンディになった。ツケがきく行き付けのソープランドが5、6件ある。かつてトオルと口論になり退学してヤクザにでもなるのか、と言い放つとヤクザの松沢が学校に押しかけ自分の居る組にスカウトしようとした時は焦ってしまい体を張って思いとどまらせているが、トオルはその気が無かった。元は有名予備校の講師で、その受験テクニックを買われて愛徳に誘われ赴任した。35歳。初登場時は「戸塚」という名前で、映画版でもそうなっている。キャラクターのモデルは戸塚ヨットスクールの戸塚宏。
クラス編成の権限を持つ教師
名前は不明。生徒たちにかなり恨まれており、卒業式の後に不良の卒業生が自分に「卒業リンチ」を企てているという噂を聞きつけ、ヒロシとトオルに当日の用心棒を依頼する。留年が決まったものの、せめて今日子と同じクラスになりたい2人はそれを条件に快諾。当日、軽傷を負いながらも得物で武装した数人の卒業生から何とかその教師は無傷のまま守り抜き、喜ぶ教師は「クラス編成の件は任せておけ」と伝えるが2人は「そんなことくらいで済むと思ってるのかい？これからは何かとあんたを利用させてもらう。俺たちみたいな不良に用心棒を頼んだのがバレたらクビなんだろ？」と告げられ後悔する。2人にどのように利用されるか期待されたが、以後は登場せず。
丸野政次
役 我王銀次
年齢 17歳
生年月日 1967年（昭和42年）
住所 静岡県清水市→？
学校 私立愛徳高等学校（静岡県清水市）→私立極東高等学校
学年 元2年F組→2年（？）
性格 捻くれ者、嘘つき
中学時代の呼び名 オオカミ少年丸野
デビュー 9巻（1988年〈昭和63年〉）
五中出身。2年F組に転校してくる。大嘘つきでハッタリがうまい。トオルとヒロシにハッタリをかましているところを同じ中学出身の後輩である均太郎に見付かり、彼にさんざんいじめられて1日で学校を辞めてしまう。劇場版では辞めた後に極東高校に入り、トオルが極東をコケにしていると嘘を吹き込み、極東と愛徳、立花で大乱闘が起きる。自称「狼のマル」、通称「狼少年・丸野」。
薬島博子
愛徳高校2年C組→3年（?）。第一話のみに登場。転校生でトオルとヒロシが惚れる。「坊主頭の男が好き」と言ったため2人や岩本はもとより、クラスの男子のほとんどが坊主にするが、いつの間にか坊主でも何でもない本屋の倅の角川と付き合っていた。彼女に告白しようとした真彦はトオルとヒロシに殴られている。
蒲田法子
愛徳高校2年C組→3年（?）。転校生でトオルとヒロシが惚れるが、2人とも大山政子を利用した策略が失敗し、失恋。
大山政子
愛徳高校2年C組?→3年（?）。蒲田法子のデブでドブスな親友。トオルに惚れる。
瀬古井
愛徳高校2年F組。陸上部で長距離走の選手。体育の授業中にヒロシを挑発し、持久走対決をするが、死角に入ったところでヒロシに暴行されて敗れる。
江崎マコト
愛徳高校3年。野球部を引退し半チクなリーゼントをしている。
森永静香
愛徳高校3年C組。江崎マコトの彼女で、岩本に告白されたが江崎と共にバカにしてあっさり振った。ヒロシ・トオルを岩本を鍛えて江崎共々ビビらせる。

### 県立北高等学校
〈男女共学〉
【生徒数】711名
（男子312名、女子399名）
【偏差値】50〜55
【前年度の退学処分者数】8名
【通称】「狂気ナンパ集団」
「快楽学園」
【番長】前川新吾
前川新吾（シンゴ）
声 - なし/山本祥太
役 - 瀬山修 / 小沢仁志
年齢 18歳
生年月日 1966年（昭和41年）
住所 静岡県清水市
学校 県立北高等学校（静岡県清水市）
学年 3年F組25番
道具 オットセイのエキス
性格 スケベ、変態
通称 「性の暴走族」
デビュー 2巻（1984年〈昭和59年〉）
北高のナンバー1。通称・性の暴走族（トオルには「セックスの石井部隊」・「性のターミネーター」などと呼ばれている）。トオル・ヒロシとは中学以来の友人。セックスとともにケンカにも強い自信を持っているが、原作では菊永と一触即発にまで発展しながら事態は収束し、一方で女子中学生の「乳揉み騒動」を巡ってトオル・ヒロシや山田たちから一方的に袋叩きにされたことがある以外は拳を振るう描写はなく、その実力は不明。左まぶたに傷を持つスカーフェイス。女性には容姿の分け隔てなく愛を与える主義で、彼の部屋に入った異性で無事だったのは母親だけであり、上は48歳から下は12歳まで許容範囲内。高3にしてオットセイのエキスやユンケルのリッター瓶を飲み、強姦して30発立て続けに行為に及んだと言われる。自分から進んでケンカはしないが、自分の数多い彼女と目を付けた女性に手を出されると激昂する。触れ込みは「絶倫番長」。一応、ヒロシとトオルとは中学時代に喧嘩しているらしいが、本作では一切喧嘩のシーンはない。ただし「ナンパの腕だけでは下の者はついて来ねーんだよ」と立花商業の番長である菊永には凄んだことはある。
初登場の時は女狂いというイメージは無く、信雄の舎弟テストに協力し、トオルとヒロシと賭けをするが負けてしまいトオルとヒロシに五千円を支払う。ドラマ版では菊永と仲が良い。
劇場版では後輩がトオルと揉めたせいでトオルとタイマンを張るはめになる。第3作目で、ザ・コーマンズのメンバーになる。
恵美
役 - 長田美穂
ツッパリ女子高生。早苗と共にヒロシを監禁したが、逆転され、スカートの中を覗かれた。その後敵対関係は薄れ、ヒロシに口説かれ、落ちそうになる。ヒロシと付き合うことになってから5分で別れる。ヒロシの適当な性格のセイで余計に男性不信となる。
早苗
役 - 白鳥靖代
ツッパリ女子高生。ヒロシからトオルを紹介されたが、ヒロシの方が好みのタイプだった。付き合うことになって2分で破局。
渡辺
役 - 朝日丸犬千代
シンゴの後輩。仲間からは「ナベちゃん」「ナベ」と呼ばれる。いつも禁煙パイポをくわえている。恵美のことが好きだが、相手にされていない。恵美がヒロシに口説かれていることを知って大慌てする。
工藤
役 - 殺陣剛太
シンゴの後輩。リーゼント頭で後ろは刈り上げている。一度、トオル・ヒロシと抗争になるが新吾の奇行のために有耶無耶になった。「加藤はスケベだからな」と違う意味で恐れている。メンバーの中では比較的出番は多く、抗争後のトオルとヒロシとはそれなりにフランクに会話をしている。
カク
役 - 篠原壮明
シンゴの後輩で渡辺や工藤の一派。
サダ
シンゴの後輩で渡辺や工藤の一派。恵美・早苗と一緒にいる時にトオルと揉め、北高と愛徳の抗争の原因を作る。
石田
「愛徳の加藤」がカツアゲを繰り返していると聞き、ヒロシを追及に現れる。後輩の中学生ヨシオを弟のように可愛がっていた。

### 県立立花商業高校
〈男女共学〉
【生徒数】457名
（男子196名、女子261名）
【偏差値】40〜48
【前年度の退学処分者数】13名
【通称】「寺子屋」
【番長】菊永淳一
菊永淳一（菊リン）
声 - 千葉繁 / 若杉享
役 - 石井博泰 / 高橋秀治
年齢 18歳
生年月日 1966年（昭和41年）
学校 県立立花商業学校（静岡県清水市）
学年 3年D組4番→2年（？）
性格 凶暴、単純
デビュー 4巻（1985年〈昭和60年〉）
立花のナンバー1。高校入学初日に拳に鉛を握り込んで各クラスの不良を半殺しにし1年をシメた男。単行本4巻の「高校与太郎狂想曲」ではヒロシと菊永が初めて顔を合わすシーンがあるが、ヒロシは私服の彼をヤクザと勘違いしてしまい「事務所に連れて行くのだけは勘弁してくださいよ、オジさん」と言われるほどの老け顔。特徴としてメガネをかけ、チョビヒゲを生やしている。髪型は初期はパンチパーマだったが、後述の沖縄から帰って来て久々に再登場した際に角刈りに変更された。前述した高校入学初日の回想シーンや学生証の写真はリーゼントパーマになっている。2004年版ではオールバック。実写版では扇子を扇ぎながら歩いている。ケンカは強いが、いつのまにかお笑いキャラになっていった。いい見本が鬼島とは知らずに胸座を掴んで凄み、ヒロシに「お前、この人少年課の鬼島だぞ」と言われて、我に帰って鬼島のプロフィールを本人の前で詳しく喋った上で、公務執行妨害で補導されている。下戸で甘党。酔った勢いでミノルの姉と一夜の過ちを犯してしまい、そのまま惚れられてしまい強く拒絶できず、永く沖縄に逃亡したことが原因で留年が決まってしまう。ジュンとはルミ子をめぐって、ジュンの腕の骨をモンキーレンチで叩き折るなどの壮絶な争奪戦を繰り広げた。競艇が好きで、卑怯なケンカが得意。話の後半になると甘党ゆえにパティシエを目指していることが判明。何度かの抗争を経て、ヒロシとトオルとは徐々に仲良くなって行った。特にヒロシの頭の回転の速さを頼りにし、よく相談事を持ちかける。順子に振られた後の触れ込みは「未練番長」。卑怯であることを差し引いてもかなりの実力者ではあるが、ヒロシからは精神的に華奢であると評され笑い者にされたり、剃り入れに失敗して坊主になったりとお笑いキャラとしての性格が色濃い。喧嘩の腕も高いが番長として司令塔の能力の方が高くタイマン（一対一の喧嘩）ではヒロシとトオルとの対戦では劣勢が多く下記の副番長の郷ミノルに対しても「案外、マトモな喧嘩なら俺よりミノルが上かもしれん」と認めている。
郷ミノル
声 - 矢尾一樹
役 - 土岐光明
年齢 18歳
生年月日 1966年（昭和41年）
学校 県立立花商業高校（静岡県清水市）
学年 3年E組14番
性格 短期
デビュー 4巻（1985年〈昭和60年〉）
立花のナンバー2。作中ではゴリラ顔の醜男で、眉毛がつながっている。その顔のために異性にはあまりモテない反面、男としての確固たる生きざまや信念が確立された人格者であり、ヒロシやノブオから尊敬の念を向けられたこともある。最初の抗争以後、顔見知りの愛徳の面々（特にヒロシ）とは仲が良く、その後の立花・愛徳の抗争では間に入って収めようとすることも多く、ヒロシやトオルよりも菊永とケンカをした回数の方が多く、ヒロシやトオルと殴り合いのケンカに至ったことは一度もない。菊永いわく「まともなケンカならミノルの方が俺より上かも知れないが、俺は卑怯なケンカなら誰にも負けない。だから俺が立花のナンバー1」とのこと。気の弱い一面もある。ヒロシが見間違うほどそっくりな2歳違いの姉がいる。48巻で久々に彼女ができた。
伊藤
役 - 冨士原恭平 / 湯田邦晶
年齢 17歳
生年月日 1967年（昭和42年）
住所 静岡県清水市
学校 県立立花商業高校（静岡県清水市）
学年 2年
性格 持ち前の調子の良さ
デビュー 4巻（1985年〈昭和60年〉）
立花商業2年。菊永の舎弟。愛徳との最初の抗争の時に人質にされたのが縁で、ヒロシやトオルたちと仲良くなる。酒を呑むとかなり陽気で、面倒見が良くお調子者な一面がある。女性に顔が広く、ジュンやシンペーにも世話してあげた。立花の抗争で愛徳の方に情報を提供したり、シンペーやヒロシに女を紹介したこともある。劇場版ではメガネを付けていて、どちらかというと不良というより真面目な生徒。しかし、再び登場した時は不良になっていた。
真田
ノブオと菊永の元舎弟。見た目は不良ではなく、少女と見まごうような童顔の愛くるしい容貌で、ヒロシからは背中に羽はやして全裸で空飛びそうな顔と形容されたが、本格的なボクシング経験がありジュンを一方的に叩きのめすほどの実力者でケンカは強い。初めは菊永に舎弟にしてもらおうとしたが、ひょんなことからノブオの舎弟に。それが縁でベンツやシボレーに「ザナダ」という名をもらいそうになり、泣く泣くノブオの舎弟を辞めた。ややホモっ気があり単なる角刈りフェチとの噂もある。
島田
ジュン・シンペーの中学時代の友人。二中出身。
林
転校生。菊永（ミノルの姉から逃れるために沖縄に逃亡中）とミノル（久々に出来た彼女の家に入り浸って登校せず）の両巨頭不在時に転入して来る。立花の新番格の座を掠め取るため、菊永派を軒並みボコボコにする。それを快く思わない伊藤と助っ人役を買って出たトオルにたむろ場所を襲われるも、返り討ちにする。不意討ちだが、トオルも一方的に殴る・蹴るで追い詰めるがトオルに、武器なしでのタイマン勝負を申し出られ、それを受けるが、木刀を手にした伊藤に背後からボコボコにされる。その後、大人しくしていたが、彼女に振られて学校に戻ったミノルにもボコボコにされ、登校拒否に。
吉田広幸
不良ではない生徒。単行本15巻にて均太郎に恐喝され、親の形見の時計を壊された上に生徒手帳も奪われる。

### 私立城東工業高校
〈男女共学〉
【生徒数】1.026名
（男子981名、女子2名）
【偏差値】33〜44
【前年度の退学処分者数】28名
【通称】「与太工」
【番長】山田敏光
山田敏光（トシ）
声 - 江川央生
役 - 土岐光明
年齢 18歳
生年月日 1966年（昭和41年）
学校 私立城東工業学校（静岡県清水市）
学年 3年F組30番
性格 凶暴、冷静
デビュー 5巻（1986年〈昭和61年〉）
城東のナンバー1。初登場時の触れ込みは「冷酷番長」。圧倒的な強さと厳格な信念を併せ持ち、タイマンにおいては絶対的な自信を揺るがすことのない劇中最強クラスのキャラクター。ヒロシやトオルからも一目置かれる存在。面子を重んじ、多数の不良生徒を持つ（愛徳の約10倍）城東が、「頭数が多いだけの集団」と言われることを嫌っている。また大義名分のないケンカはしない主義で、ナンパな北高のシンゴや兵隊を使った戦術が得意な立花商の菊永とは対極に位置する存在であるがトオル・ヒロシの引き合わせもあり仲は悪くない。しかし単行本13巻ではギャグキャラクターと化し、ヒロシ・トオルと「セイガク・ヒットマンブラザーズ」を結成。白山寺に殴り込みをかける際に「俺には鉄の拳があるから武器なんかいらねえんだよ」と粋がったことでヒロシとトオルに子供用のバットを握らされたり、街中でバットを持って歩いているところを天保工業の生活指導教師・漆原に問われ、ヒロシ・トオルが即興でドスのきいた偽名を名乗ったのに対し、気の利いた名前を思いつかずに恥をかく、更にアニメ版では天保の不良たちから逃げる途中にボンタンを破いてしまうなどのコミカルな一面もある。可愛い彼女がいる。逆に好き勝手に暴れまくり名前を上げるヒロシ・トオルに対しても一目置いており、下記の「元城東」の柴田と西も自分よりは下と視ているが相当強かったと評価しており、それに立ち向かうヒロシ・トオルを視て内心「う〜ん、あいつらとは友達になった方がいいかもしれん」と悟った時から、愛徳高校に対して多少の敬意を払うようになりノブオの口答えに対しても「愛徳の者は口だけは達者やの〜」とかわし構える姿勢は見せなかった。基本的には喧嘩の腕一本で伸し上がった番長なので立花商業の菊永ほど指揮能力も小細工もなく下手であるがタイマンなら誰にも負けないという自信はある（裏を返せばヒロシ・トオルが2人がかりなら負けるかも、とは思うほど2人を評価している）。親分肌で良い気質であり、兵隊（子分）にもそれなりに気は使っている。下記の池田と揉めた時もリターンマッチとは言え、あっさりと片付けたヒロシに「ま〜こんなもんだろうな〜」と侮れない存在として認めている。下記のテル・柴田・西には「敏光」と呼び捨てにされることも抵抗もなく、それなりに認めている。
ヒロシ・トオルとは敵でもあり悪友的でもある微妙な立場で、似た立場のチャッピーと意気投合したことも。ヒロシとトオルがぶちのめされている所を想像すると酒が美味くなるらしい。酔うと同じことを何度も言う。硬派な外見とは裏腹に、女子中学生のおっぱいを揉めると聞いて争奪戦に参戦するなどスケベな面も持つ。
劇場版では喧嘩がとてつもなく強く、ヒロシと2回も戦うがヒロシを殴り続け、完敗に追い込む。しかし、2回目の戦いではヒロシを殴る時に避けられた先にパイプがあり、それを殴ったことで蒸気に目をやられその隙にヒロシに殴り倒され敗北を喫した。
アニメ版では、部室棟の一室を勝手に占拠して「山田部」と称する溜まり場にしている描写がある。
テル（藤本輝男）
声 - 江川央生 / 江南真利
役 - 白井光浩
年齢 18歳
生年月日 1966年（昭和41年）
学校 私立城東工業学校（静岡県清水市）
学年 3年
性格 凶暴、乱暴
デビュー 5巻（1986年〈昭和61年〉）
城東のナンバー2格。寡黙で凶暴だがケンカはあまり強くなく、山田と仲が良いので大きな顔をしていられる。中学時代から常にドスを持ち歩いている。菊永の評価では「城東ではせいぜい12-13番、ドスが無かったら100番以下」とされる。菊永の発言から察するに城東には山田グループ以外にも後述の柴田や西のようにまだ強い不良が数名いるようである。ただ山田からはそれなりに認められており「敏光」と下の名前で呼び捨てにしても許されている。ボンタン狩りの首謀者でトオルもその餌食になった。中学の頃にトオルの太腿をドスで刺すが、直後、奪取されたドスで両手を地面に縫い付けられ、動けなくなるまで蹴りまくられて上前歯を4本失い、部分入れ歯を着けている。後半は大分人間が丸くなったようで、単行本32巻では、愛徳小悪魔軍団の山下ミユキに惚れ、山田を通じて仇敵であるトオルに「恋の橋渡し」を頼んだこともある。宮島中学出身。
映画・ドラマ版では結構喧嘩が強い。
石川
テルの舎弟の一人。菊永に「100番以下」と言われる。劇場版では石川一派のリーダーとして活躍。フランケンシュタイン面で浩志をビビらせた。
池田剛
声 - 川原和久
ヒロシの中学の頃の同級生で、「同学年で呼び捨てにされても唯一許せる存在」としてヒロシからも一目置かれていた。一浪して城東に入り、ナンバー1の山田に挑戦し善戦した実力を持つ。山田への再挑戦権を得るため、中学時代は大した縁もなかったヒロシにタイマンを挑み、初戦ではブラス・ナックルを使いヒロシの歯をへし折り一旦は勝利する。しかし、各校のトップどころが見守る中で行われた再戦では逆に歯を折られて完敗。それ以降の出番はない。ドラマ版ではテルの下で他の仲間と一緒にパシリに扱われているが、その中ではリーダー格。通称「池ピー」。
アニメ版では天保工業高校の生徒に変更されており、最近天保工業に転校して来たが、一匹狼で前の学校（どこの高校かは不明）の制服を着ているという設定になっている。チャッピーに喧嘩を売ってボコボコにされるが、「加藤の子分だったような奴が俺と勝負しようなんて100年早いんだよ」と言われたのに激昂してブラス・ナックルで顔を殴り、顔の半分が大きく腫れ上がるほどの傷を負わせる。その後ヒロシとタイマンを張るが、原作とは異なり初戦で敗北する。
ポン（本田）
池田のツレでヒロシの中学時代の同級生。かつてはヒロシを「加藤さん」と呼び、敬語で話していたが、池田にリベンジを果たしてご機嫌のヒロシから、同じ中学だった仲なので「ヒロシさん」と呼ぶことを許される。
松永
ケン坊の幼馴染みのミキがメタメタにした、青蘭のガメ子の彼氏。女にも見境無しに手を上げる、ゴリラ呼ばわりされている巨漢の輩。ガメ子の要請で、復讐のためミキにヤキを入れている所に通り掛かったケン坊にケンカをけしかける。
野末鎮兵
名前のみの登場。下の名が似たシンペーが人違いされる。税金に詳しいらしい。

### 元城東
柴田
役 - 小椋正
年齢 18歳
生年月日 1966年（昭和41年）
退学前の学校 私立城東工業学校（静岡県清水市）
性格 凶暴、冷静
デビュー 7巻（1986年〈昭和61年〉）
2年生の時に金属バットを振り回して3年生の教室へ殴り込んだことで退学となる。失業後は巨乳ホステスのヒモになっていたが、喧嘩別れした。初登場時、岩本にタカリをかけ、その金を取り返しに来たヒロシとトオルを汚い手口で返り討ちにする。その翌日、仲間6人とつるんでいる所をヒロシとトオルに集中攻撃を喰らい、前歯を計4本折られた。さらに後日、西と共に愛徳に殴り込み、ヒロシとトオルに完勝するが、その後の2人の執拗な揺さぶりに根負けし、引き分けに持ち込まれてしまう。その後、仲間の宮地が人質に取られ柴田1人で助けに向かっていた（実は仲間のサプライズ=柴田誕生日事件だった）途中、ヒロシとトオルと出会い、助っ人を買って出られて以降は友人関係となる。12巻でおまけのページの付録漫画でサラリーマンのような格好で登場。その後、黒木にはめられたことがある。これでも城東工を中退直後は更生しようと思っていたらしく、就職先の社長のために頑張ろうと思っていたが、不真面目な先輩から理不尽な嫌がらせを受けたために社内で喧嘩し、すぐに解雇されている。
劇場版では第4作目の『ビー・バップ・ハイスクール 高校与太郎狂騒曲』に初登場し、それからレギュラーになる。最初は、ヒロシを人質に取り、トオルを追い詰めるが、トオルが馬に乗り対抗してきて、最後のタイマンで負けてしまう。空中で3段蹴りをするほどの強さがある。
西
役 - 永田博康
年齢 18歳
生年月日 1966年（昭和41年）
退学前の学校 私立城東工業学校（静岡県清水市）
性格 凶暴、短気
通称 赤毛の西
デビュー 7巻（1986年〈昭和61年〉）
城東を退学になり、バーテンダーになる。当初はかなりの無口で、その理由は「声が女っぽい」かららしい。山田は「（自分ほどではないが）柴田は強いぜ」と、西のことには触れなかったが、柴田と共にヒロシ・トオルと互角以上に渡り合った。親が過保護らしく、ソムリエ修業のためにフランスへ渡ったが、日本が恋しくなりすぐ帰国してしまった。髪型は当初は赤毛のリーゼント（ゲーム版・ドラマ版では金髪）だったが、更生しようと思っている柴田に諭された際には黒髪の短髪になり、その後上記のソムリエ修業のくだりで再登場した時には金髪でツッパリっぽさのない髪型になっていた。ドラマ版では「悪魔の西」と呼ばれており、彼がまだ城東にいたら山田は番を張っていなかったというほどの実力を持つ。狂騒曲では、城東高校1年の時に体育教師の前歯を三本折り、即日退学になっている。
劇場版では第4作目の『ビー・バップ・ハイスクール 高校与太郎狂騒曲』に初登場し、それからレギュラーになる。第5作目の『ビー・バップ・ハイスクール 高校与太郎音頭』では柴田と共に北高の工藤一派の助っ人として愛徳と戦うが、トオルが工藤一派に押されている時に、狂想曲でやられたトオルが工藤に負けていることが我慢できず、柴田と共に工藤を裏切りトオルの味方になる（柴田と同じく自分たちと互角以上だったトオルを認めており「お前ら（工藤たち）がこみ合える奴じゃねえ」と自分たちのプライドのために鞍替えする）。逆に北高のシンゴには「シンゴくん」と呼び、やや自分らを下に置いている。

### 私立戸塚水産高校
〈男子校〉
【生徒数】118名
【偏差値】なし
【前年度の退学処分者数】0名
【通称】「ヤクザ養成機関」
【番長】 岸直樹
岸直樹
戸塚のナンバー1。「バケモノのような強さ」「怒らせたら何をするかわからない」「いつ人を殺してもおかしくない」「組関係のドラフト1位候補」など、様々な噂を持つ。メンチを切っただけでヒロシとトオルも走って逃げたという伝説の男。単行本3巻の付録と5巻にのみ登場。唯一のセリフは「殺すぞ」。
ヘビ次（中村竜雄）
戸塚の極悪兄弟の兄。そのゴツい容貌からトオルは一目で戸塚の者と見破る。当初はネコ次と一緒に警棒を忘れて来たことに気付いて怯んだトオルをボコボコにしたが、後にネコ次と共にヒロシとトオルに一方的にブチのめされる。梅光中学出身。
ネコ次（中村虎雄）
戸塚の極悪兄弟の弟。兄共々、凶暴だがケンカの実力は大したことはない。梅光中学出身。
服部
トオルの中学時代の後輩で、気弱なところがある。のちにトオルの彼女となる翔子らを舎弟にしていた。

### 県立桜ヶ丘高校
〈男女共学〉
【生徒数】 643名
（男子311名、女子332名）
【偏差値】70〜77
【前年度の退学処分者数】0名
【通称】「受験生の館」モデルは福岡県立筑紫丘高等学校
【番長】服巻鉄也
服巻（はらまき）鉄也
役 - 高瀬将嗣
桜ヶ丘の番長。教師からは「桜ヶ丘創立以来のワル」と言われ粋がっている。立花のミノルに一撃でのされているものの決して弱いというわけでもなく、一応水崎・ケン坊クラスなら一蹴できる程度の実力は備えている。だがヒロシやトオルからは完全に見下されておりまともに相手にされず終始おちょくられている。
映画版ではノブオから「偏差値番長」と称された。本作では劇場版ビーバップハイスクールシリーズの殺陣監督を担当した高瀬将嗣が腹巻役になる。本作では、均太郎を蹴りだけで吹っ飛ばしたり、均太郎たちを倒すなど、1年を簡単に倒してしまう。しかし、ミノルにブチのめされるシーンでは、ミノルに吹っ飛ばされて決闘に備えたドラム缶（なんのために持ってきたかは不明）の山に突っ込み、体がチビレベルまで小さくなってしまう。
裕美
役 - 小泉亜紗香
腹巻の彼女。服巻の果たし状を無視し続けるヒロシとトオルを、架空の友人「ミーワ」を使っておびき出す。
劇場版では、原作と変わった様子はあまりなかったが、突風でスカートがめくり上がるパンチラシーンが存在している。下着の色は白。
安田
本屋でツレとエロ本を立ち読み中にトオルにケン坊と間違われ金玉を鷲掴みにされて怒り、一応は謝罪したトオルからケジメを取ろうとしてツレ共々戸塚の生徒だとハッタリをかますが、そのシャバそうな容貌からトオルには通じず、それを見ていたヘビ次が現れて見破られ、ツレと共に逃走する。
小田ふみえ
ジュンとシンペーの中学の同級生。中学時代からずっとジュンに惚れていたが、「ブタゴザウルス」と呼ばれるほどの醜い容姿の持ち主だったためジュンは迷惑していた。その後、同じ生き物とは思えないほどの変貌を遂げ、超美少女になってジュンに再度告白し付き合い始める。しかし貧乳（推定Aカップ）だったため巨乳マニアのジュンからあまり大切にされず、悩んでいる時にシンゴの毒牙に掛かってしまう。

### 白山寺関係
江田（チャッピー）
声 - 若本規夫
白山高校の三羽ガラスの一人。角刈り（パチスロ版では短いリーゼントに変更されている）で口髭を生やしており、コメカミに近い額に大杉に付けられた傷がある。単発のパンチ力は劇中最強クラスであり、初登場時にヒロシとトオルをそれぞれ一撃でKOしている。ただし、ヒロシは不意討ち、トオルは連れが羽交い絞めを決めた上での結果であり、息を吹き返し正対したヒロシには完敗している。チャッピーというストリッパーで筆おろしをしたことから「チャッピー」と呼ばれるが、本人はそれを嫌い、「チャッピー」と呼ぶ者は半殺しにしてきた。自身はヒロシに負け、取り巻きはトオルに負けたこともあり、2人にチャッピーと呼ばれても泣く泣く黙認している。
ヒロシ・トオルとの関係が似ている城東の山田とは初対面では衝突しかかったが、酒の席で意気投合していた。
アニメ版では登場回数が多い。第1話では原作より面長で渋い顔つきになっているが、以降は原作に近い顔になっている。
大杉（カツ）
声 - 速水奨
白山高校の三羽ガラスの一人。ピアスを付けており、後ろ髪を縛っている。過去に何度かナイフで人を刺したことがあるほどかなり凶暴な性格で、いきなりヒロシを傘でメッタ打ちにしてしまう（その際、ヒロシに右人差し指を折られる）。その翌日にヒロシがバット（アニメ版では包丁も持っていた）を使い逆襲するが、大杉はナイフでヒロシの掌を斬り付け、その場にいた大杉の彼女のリサ（声 - 皆口裕子）に泣きながら止めに入られてヒロシは撤退し、そのまま両者の決着は付かず終いである。仲間からは「カッちゃん」と呼ばれるが、ヒロシは「おすぎ」、トオルは「チョンマゲバカ」と呼んでいる。江田とは犬猿の仲だが、「江田は自分が不利でもよその奴と手を組むヤワな野郎じゃねえ！」と言うなど、江田のことを内心認めており、その言葉を聞いた江田は感動してしまう。異性には弱い。たまに眼鏡をかけている。初登場時は顔つきだけでなく、髪型（リーゼント）もトオルに似通っていたが、再登場時はリーゼントのボリュームが抑えられ、下まつ毛が描かれるなど差別化された。
アニメ版ではヒロシがメッタ打ちにされるきっかけが大杉の彼女をナンパしたことになっている。また、ヒロシをメッタ打ちにするシーンで傘を持っておらず素手だが、舎弟と3人掛かりでリンチして気絶させた後にボンタンを脱がせて神社の鳥居に縛り付けてしまう。
松本
白山高校の三羽ガラスの一人。坊主頭に近い短髪。上下関係に厳しい。初登場時にはヒロシを一方的に叩きのめしており、まともなケンカでは三羽ガラスの中でも最強と言える。仲間内からは「ケンさん」と呼ばれる。制服は着ず、ヤクザのようなシャツを着ている。小柄ながらヒロシが手も足も出ないほど強いが、一瞬の油断を衝かれて後ろから石で頭を殴られ気絶。その後ヒロシとケリをつけようと愛徳の近くまで乗り込んでくるが、ヒロシの卑怯な手によって敗北を喫し、ビーバップ史上最も情けない負け姿を晒した。後に傷害でパクられ退学になり、その後は登場しない。トオルはたった2人で敵陣に乗り込んできた松本のことを「男」だと高く評価していた。ヒロシには「ケーン松本」と呼ばれた。
高木
声 - 千葉繁→茶風林
白山高校1年。江田一派。金髪のリーゼント。下の名前はカズト（アニメ版で判明、漢字不明）。ケンカも気も強く、三羽ガラス以外の上級生には平気で手を出すが、やり過ぎて松本にボコボコにされる。ジュンにライバル視されている。
アニメ版では駅のホームでノブオをガラス瓶で殴り、ヒロシ・トオルと白山高校の抗争のきっかけになった。また、他校の彼女がいる。
姫野
声 - 田中亮一
アニメ版に登場する白山高校の不良。下の名前はシゲル（漢字不明）。私服姿。
偶々通り掛かったヒロシにカツアゲしようとして喧嘩になるが、タイマンする場所として指定したのが偶々トオルたちとの待ち合わせ場所だったために多勢に無勢の状況に陥り、後で仕返ししようと企む。
原作にも同じ役回りのキャラクターはいるが、無名のチンピラであり白山高校の生徒ではない。
村井
声 - 緑川光
アニメ版に登場する白山高校の不良。姫野同様、私服姿で登場する。上記のような目に遭った姫野に同情する。
チカ
声 - 佐久間レイ
アニメ版に登場する白山高校の女子生徒。褐色の肌で眼鏡をかけている。アパートで一人暮らしをしている。スケベであり、度々下ネタを言う。
ミキ
声 - 富沢美智恵
アニメ版に登場する白山高校の女子生徒。逆立ったような髪型をしている。ヒロシとトオルに何とかして仕返ししようとする姫野に色仕掛けで誘き寄せる作戦を提案し、チカと一緒に囮になる。
中尾
声 - 緑川光
白山高校の不良。ベロベロに酔ったヒロシに何度も名前を間違えられる。髪型はリーゼントで、アニメ版では襟足を伸ばしている。
ガチャピン（梶谷一）
声 - 大塚芳忠
天保工業高校のナンバー1。しかしパクより出番が少ない。コメカミ近くの額に深い傷がある。ヒロシとトオルのしつこさに辟易している。パクと共にベロベロに酔ったヒロシとトオルにケンカを仕掛け、トオルの歯を折ったこともある。
パク（朴）
声 - 松田重治
天保工業高校のナンバー2。その強さから転校後瞬く間に副番になった（転校前の高校では番を張っていた）。頭突きが得意。かなりの男気がある。トオルと喧嘩した際、頭突きでトオルを追い詰めるがとどめの頭突きを食らわそうとして逆にトオルの頭突きをカウンターで食らい敗北。バカ牛ともやり合い、頭突きで彼の歯を折り、鼻血を出させるが、直後に一撃でのされた。
バカ牛（矢農政明）
声 - 屋良有作
鹿戸農業高校のナンバー1。腕っぷしは非常に強く劇中最強クラスであるが、どこか抜けていて頭は極めて弱い。単純で明快なキャラクターでトオルとは良好な人間関係にあるが、あまりのバカさ加減にトオルがウンザリすることもあった。ベンツとはウマが合いお互いの通り名について建設的な対話が展開された。あだ名の由来は「牡牛のようにバカ強い男」だが、誰もが「バカ」と勘違いしているため、「鉄砲牛」と改名した早々、トオルから「インパクトがあり過ぎる」などと煽てられて元に戻した。一度、世話をしていた牛が死んでしまった際に勘違いした周囲に「バカ牛が死んだ」というデマが広がったことがある。順子に一目惚れし、食事も喉を通らぬほどの恋心を抱くが「バカ人間」などと呼ばれまったく相手にされず見る影もなくやせ細ってしまい、最後は失恋の憂き目に会う。
テツ
声 - 辻谷耕史
鹿戸農業高校。バカ牛の舎弟で、すぐナイフを出すが、以前自分の尻を刺してしまったらしい。トオルからは「シゲル顔をしている」という勝手な理由で「シゲル」と呼ばれる。
カメマン（亀井満三郎）
声 - 堀秀行
栄泉高校のナンバー1。相当な実力者でケンカは強いが、かなり歪んだ性格で卑怯者。学ランは着ず、長袖のシャツ（色はアニメ版では赤）を着ている。菊永との初戦で股間に一撃、さらに顔面に膝蹴りを連打し、鼻を曲げて病院送りにする。次いで現れたトオルからは「七三分けの福助野郎」とバカにされ、マキに自分のブラス・ナックルで鼻を曲げられた。さらに後日、鼻を曲げられた菊永に強く敵視され、腕をへし折られる。
カメマンの二人のご学友
坊主とアフロリーゼントの二人組。ミノルの後輩に追い込みを掛けている所をヒロシ・トオルに咎められ、ボコボコにされてしまう。これが原因でカメマンがお礼参りとしてヒロシ・トオルのもとに遠征してくる。
タガネ安
名前のみ登場。明南商業高校のナンバー1らしく、凶暴さは白山高校の大杉にも引けを取らないらしい。

### 各中学生キャラクター
市立第五中学校
如月翔子
役 中野みゆき / 五十嵐いづみ / 立花理佐
年齢 14歳
生年月日 1969年（昭和44年）
住所 静岡県清水市
学校 市立第五中学校（静岡県清水市）
学年 3年
性格 生意気
中学時のあだ名 「五中の鬼姫」
デビュー 3巻（1984年〈昭和59年〉）
市立第五中学3年生の少女。通称「五中の鬼姫」。格好だけで気合いの入っていない男を嫌っており、トオルに一途な思いを寄せ彼女となるが、まだ中学生ということもあり身持ちが固く性交は許していない。イケイケのツッパリ少女で気が強く周囲から生意気呼ばわれされるがかなりの美少女であり、均太郎、ジュン、シンペー、カブなどから好意を寄せられていた。不良ではあるが地頭は良く、トオルのいる愛徳へ入るために猛勉強した結果、成績が上がり過ぎて、親にはさらにレベルの高い高校を勧められ、後に高校進学する（進学先は不明）。初期はトオルは今日子狙いだったこともあり翔子を子ども扱いして相手にしていなかったが、12巻以降は翔子が本命の彼女となる。しかし、翔子が一時的に気移りしたり、同じ塾の男と歩いているのが理由で嫉妬したトオルと関係が崩れそうになってしまうこともあるが、その都度持ち直し良好な関係が続いている。
劇場版では2作目に登場し、3作目からヒロインとして登場する。喧嘩も強く、北高の早苗たちを投げ倒す。
沙貴(サキ)
役 小沢なつき
年齢 14 - 15歳
生年月日 1969年（昭和44年）
住所 静岡県清水市
学校 市立第五中学校（静岡県清水市）
学年 3年
性格 大人しい
デビュー 6巻（1986年〈昭和61年〉）
翔子の友人でノブオの彼女。大人しい性格だが、一応は半ツッパリらしい。元々は翔子がヒロシに紹介するはずだったが、ヒロシが、翔子がドブスを連れて来た時に押し付けるための保険として連れてきたノブオを「カワイイ」と気に入ってしまい、紆余曲折の末ノブオと付き合うことに。
しかし、不良少年にナンパをされることが多く、ノブオがいつも助けに行くがすぐに負けてしまう。よくノブオとデートをする時はいつもクレーンゲームをするらしい。19巻で別の男が付きまとってくるからお願いしてノブオと帰るが、ノブオは男に怯えて付き添っていたトオルが彼氏だと言ってしまう。その後、変な空気で2人で歩いていたらまたもその男が現れるがその男を殴って強気を見せる。45巻でノブオに3回も電話をするが留守電だった裏でノブオが助けたOLと間違って1回きりの浮気をした。
劇場版では、3作目に登場。漫画と違って髪はポニーテール。6作目でも名前だけ登場するが、ノブオがヒロシのお願いを断ろうとしたら、ヒロシが明日沙貴ちゃんがトラックに轢かれてなければいいなと脅される。
カブ（佐藤）
呼び名 カブ
あだ名 ニラ
喧嘩は弱く根性もないが、ルックスは良く、翔子に惚れていてトオルと対決したことがある。均太郎には可愛がられ、彼の後を継いで市立第五中学の番を張っている。二中との抗争時には腰の弱さを露呈しリョウに「ニラくん」と馬鹿にされる。
市立第二中学高校
持田リョウ
役-渡辺陽一
呼び名 「リョウ」自称・持田さんリョウ
二中のナンバー1。小柄だが中学生キャラクターでは劇中最強でありヒロシと互角以上に渡り合う。こめかみの辺りにメッシュ（色はゲーム版によるとピンク）を入れている。目の下の頬に切り傷の痕がある。一度はヒロシに倒され、再びヒロシにタイマンを挑み一度はダウンさせたが、カウンター跳び蹴り（ヒロシいわく「究極の再起不能キックパート1」）を顔面に喰らい逆転負けを喫する。自分より弱い者は年長者でさえも見下し、ノブオに対しても無礼な態度で接していたが、彼と源田が親しいことを知って以降、一転して態度を改めた。腕力だけでなく、菊永と腹芸で渡り合う頭脳の切れと要領の良さも併せ持つ。ゲーム版では「林」という名前に変更されている。
劇場版では、第3作目と第4作目に原作のリョウが登場した回が使われるが、須賀やマサオというオリジナルのキャラクターに変更されてリョウ自体は登場しない。第6作目に原作通りのリョウが登場。喧嘩するシーンはないが、菊永相手に怯まない度胸があり、自分は「新人類」と言っていた。
坊主
二中のナンバー2格?。本名不詳。リョウとつるんでることが多い。かなり大柄でヒゲを生やし、顔も老けている。トオルとタイマンを張るが、一撃も入れられずにあっさり倒される。
劇場版では、第6作目に登場し、ヤスオという名前が与えられる。
稲用信也
二中。リョウの仲間で髪を染めている。ヒロシにあっさり倒される。
ゲーム版では「稲垣」という名前に変更されており、髪の色も黒になっている。また、二中のナンバー2を自称している。
その他
有田
強気な性格であるが、ヒロシ・トオルと揉めて秒殺される。
坂井
有田同様にヒロシ・トオルと揉めて秒殺される。
三田
河島中。そばかす顔で、外見はツッパリだが中身は大人しい性格。地元（白山寺近辺）の高校のツッパリ事情に詳しい。白山寺近辺の事情に疎いヒロシ・トオルたちに当地の不良情報をバス停で教える。愛徳高校のことは全く知らなかったが、成り行きでヒロシたちとチャッピーたちとのケンカに同行し、目の前でチャッピーをブチのめした2人の情報をインプットした。アニメ版では智美という女子生徒（後述）に差し替えられている。
川辺宣美
役 一条寺美奈
水崎が文通で知り合ったポニーテールの女子中学生。本品では珍しく真面目な女子生徒。デートで水崎とペアだった。デート以降、水崎と付き合うが、14巻から返信が来なくなっている。劇場版では第4作目に登場。
智香子
役 高橋理絵
宣美の友人の美少女。同じく真面目な女子生徒。デートでトオルとペアだったが、トオルがツッパリ2人に絡まれて、テルにドスで突かれた太ももを出せと言われてトオルがズボンをずり下げてしまい、逃げた2人を追うが、ズボンがずり下がっていた格好で現れたため、最終的には悲鳴をあげて逃走する。劇場版では第4作目に登場。
アニメ版オリジナルキャラクター
智美
声 - 柿沼紫乃
原作の三田にあたるキャラクターで、白山寺近辺の事情に疎いヒロシとトオルに当地の不良情報を教える。
その後7話で再登場。電車内でヒロシ・トオルたちと再会し、池田の情報を教える。
山崎
声 - 堀川亮
智美が通っている中学校の番長格。原作に於けるリョウの要素を持っており、智美・恵美子をナンパしようとしていたヒロシ・トオルと揉める。チャッピーに金を巻き上げられるなどの酷い扱いを受けている。
恵美子
声 - 丸山真奈実
智美が通っている中学校のスケバン。紫色の髪をしている。
千華
声 - 宮村優子
7話に登場した智美の親友。2話に登場するチカとは別人。プロレスマニアで流血試合が好き。
ケンジ
声 - 沼田祐介
7話に登場。智美らとは違う中学校の不良で、電車内で先輩の命令で智美をナンパしていた。

### その他
大柳ルミ子
Iカップの巨乳を持つ美貌の女子高生。結果的にジュンからふみえを寝盗ってしまったシンゴが、罪滅ぼしにとジュンに情報提供した。当初は菊永も狙っていたが、ジュンの誠意溢れるアプローチに心惹かれてしまい、最終的にジュンの彼女になる。ジュンと揃って2人の誕生日を覚えている。ジュンの不器用なところが好きらしい。
松沢
不良たちからは「松沢くん」と呼ばれており街では恐れられている。高校時代に1人で8人を半殺しにし、卒業後は大阪で何人ものヤクザに大ケガをさせてヤバくなったので地元に戻ってきたなど、様々な逸話を持つ男。順子のことでヒロシと揉めて一方的に叩きのめしているが、その根性を高く評価して良好な関係になる。その後、ヤクザになり、ヒロシからトオルが退学しようとしていることを聞きつけ、バウムクーヘン（作者の好物らしい）を土産に自分の居る組にスカウトしようとした。
鬼島
役 - 地井武男
本名は島崎。「鬼の島崎」から鬼島との異名がついた少年課の巡査部長。通称・ヤクザ刑事。ヤクザとの癒着の疑惑が原因でマル暴から少年課に飛ばされたと噂されている人物で、本人もヤクザその物の格好をしている（映画版では捜査手段が過激すぎたため、問題になり少年課に飛ばされたという設定に変えられている）。ヒロシやトオルはおろか、近隣の不良全体から相当に恐れられている。なお、名前の読みが媒体によって異なっており、「おにしま」になっている作品と「おにじま」になっている作品がある。
劇場版で戸塚生徒や北高維新軍団のことで色々とトオルとヒロシ（場合によっては菊永やシンゴ）を何回か見逃したりするなど、心の広い性格をしている。3作目でカミさんに逃げられるが映画の最後に帰ってくる。
真知子
シンゴの彼女のひとりで、かなりの美人。水崎の彼女の役を引き受けるが、ドブスとデート中のシンゴと出会し、それを咎めるが逆に殴られてしまう。その美貌に水崎は終始デレデレだったが、シンゴの抱えている女の中での地位は高くはない模様。
源田ツトム
通称ゲンさん。トオルの中学時代の2年上の先輩。凶暴な性格で極めて腕力も強く、電話一本で拳銃を手配したり、ヤクザと密接な取引をしたりと裏社会に深く通じており、トオルも容易に逆らえない存在。美味しいところを上に取られないため組に入る気がなく、ヤクザではないが決してカタギではない、自称「フリーランスのアウトロー」。初登場時にトオルと揉めて絶縁宣言したが、再登場後は済し崩し的に復縁。トオルとノブオをおちょくった時にノブオの暴走で顔面にパンチを入れられた。物心ついてから顔面を殴られたのはノブオを含め2人だけで、もう1人は故人（本人談。もう1人が死んだ経緯は話の度に変わる）。以降、ノブオを気に入って舎弟にしたがるが、本人には猛烈に嫌がられる。その後はノブオが原因で散々な目に遭うのが定番化する。中学時代のあだ名は「鉄腕ツトム」。祖母が存命のためか、強面に似合わず老人に優しい一面も。初登場時はトオルを名字で呼んでいたが再登場からは「トオル」になった。
ゲーム版にも「ゲンさん」という名前のキャラクターが登場するが、源田とは別人である。
黒木
通称黒ちゃん。近所をうろつくポン引きのオヤジ。30巻代以降では準レギュラー出演。口先だけで世渡りしてきた筋金入りの詐欺師で登場人物の多くをだまし、金を巻き上げてきた。金次第で人助けもする。ジュンとルミ子が付き合うきっかけを与えた。菊永がよく標的にされている。柴田に尊敬され、弟子入りされたことも。ミーコという不良の一人娘がいる。本作のギャグ化を加速させた一員。
ベンツ島田
柴田のバイト先の元同僚で、思考や言動が極めて支離滅裂な変人。自転車にベンツのエンブレムを付けていることから、「ベンツ」の異名が付いた。極めて頭が悪い分その反動で腕っ節が異常なまでに発達しておりほぼ無敵と言って良く、過去にヤクザのアゴを叩き割ったエピソードが紹介されるなど、劇中に苦戦もしくは敗北する描写は一切存在せず対戦者は抵抗するすべもなく一方的に叩きのめされている。ノブオを親友と思いこんでおり、ノブオが中学時代にいじめられていた相手・辻井（シボレーをブラス・ナックルで殴り病院送りにした）に絡まれていた時には、勘違いして「一人でケンカしてズルいぞ（喧嘩＝遊び）」と言って相手を一瞬で熨した。コンビニでバイトしていた際、きれいな女性におでんの竹輪をサービスしたが、その女性が竹輪を食べている姿を想像し、その後を着け、そのまま彼女にしてしまったという逸話を残す。しかし「コーマンにマヨネーズを入れたら怒ったから」という理由でその女性と別れる。好みの女性を見つけると相手が誰であろうとどこまでも着いて行く癖がある。親からは手切れ金を渡され絶縁されたが、本人は全く判っていない。
シボレー吉田
ベンツの実弟。「〇〇〇〇に刃物」とトオルに言わしめるほどの逸材（〇〇〇〇には「島田兄弟」と入れるよう推奨されている）。ベンツに輪をかけた変人であり、兄を強く敬愛している。当初の異名はシボレー島田だったが、ベンツに「紛らわしいから吉田にしろ」と言われ、改名した。ノブオを親友と思いこんでいる。時代劇『大岡越前』が好き。学生ではないにもかかわらず、ベンツから似合うと言われ、いつも学生服を着ている。家から勝手に持ち出した名取屋の包丁を常に携帯している。すぐ包丁を抜いたり、やたらと擬音やオノマトペ（「こくっ」（うなずく時）、「しゅっ」（包丁を抜く時）、「ぎらっ」〈包丁を抜いた後〉）などを口にする癖がある。黒木の娘・ミーコと付き合っていた。女性から告白されただけで「うっ…どくっどくっ…だら〜」などと口走りながら射精してしまうほどの超早漏。母親を恐れている。
三宅
元単車窃盗団アパッチのリーダー格。ヒロシの単車を盗んで売り飛ばそうとした所、ヒロシに見つかって徹底的にヤキをブッ込まれた。さらに、単車窃盗容疑で警察に捕まって年少に入っていたが、出院してヒロシに復讐の念を燃やしていた。そしてついにヒロシとのタイマン勝負になり、ヒロシを結構追い詰めたものの、最後はヒロシの頭を使った（卑怯ではない）戦法で倒された。
重松（シゲ）
トオルの中学時代の2年先輩で、源田の同級生。トオルの先輩であることをちらつかせてヒロシから金を巻き上げるが、後にトオルの執拗な取立てに遭い、根負けして巻き上げた以上の金額をトオルに投げ渡す（差額はしっかり懐に入れてヒロシに渡した）。しかし、これが原因でトオルは源田と揉めてしまう。
マンモスお妙
役 ミスA
黒薔薇女学院の13代目総長。愛徳小悪魔軍団がトオルに馬鹿にされてその仕返しに連れてこられたキャラクター。トオルとヒロシは豚ゲルゲと馬鹿にされるが、マスクを取った時にトオルとヒロシに可愛いと言われて、少女のようなそぶりを見せる（しかし、トオルとヒロシがバカにしただけで、本当はそんなにたいしたことはない顔）。しかし、本当かと聞いて彼氏を探させるように命令する。そこでたまたま通り過ぎた均太郎に一目惚れしてしまい、この場から退散する。
坪田（サル吉）
役 西部信一郎
ヒロシの中学の頃の同級生で、元いじめられっ子。戸塚の岸直樹が唯一登場した話に前座的に登場。ヒロシに付けられたあだ名のことで彼を恨んでいて、今は板前だが、どこかの田舎ヤクザから杯を貰えることになったのをいいことに、舎弟と女性を連れている時に再会したヒロシからケジメを取ろうとするが、舎弟はトオルに、女性は順子に一瞬で制圧されてしまい、ヒロシには、「ツラのシャバさをサングラスで誤魔化せないようにハサミで耳を切り落とす」と脅されて、泣きながら謝る。
劇場版では、城東の生徒として登場する。劇場版での舎弟の名前は豆本（役 - 宮野保）といい、こちらも城東。ラストにポセイドンで豆本と共にトラックで乱入し、海に落ちる。
メイコ
役 綱浜直子
浩志が信雄を使って軟派をして成功した女子高生。浩志と付き合ってたった1日で浩志とコーマンをした。しかし、マミが浩志に惚れ込んでいたため、親が反対したという理由をつけて友情を優先し浩志を振る。劇場版では第6作目に登場。
マミ
役 山口由子
メイコの友人。メイコと一緒にいたら浩志に軟派され、喫茶店に行く。しかし、ご馳走してもらっただけで、帰ってしまう。浩志に惚れていて、メイコが浩志を振るが、徹と純にそのことでお詫びによければで住所と電話番号の書かれた紙をもらうが、浩志が信雄にお願いされた今日子に励まされて調子のいい浩志にムカついた徹と純は紙を破り捨てる。しかし、徹と純は電話番号を暗記していた。劇場版では第6作目に登場。
アニメ版ではマリコという名前に変更されている。
竹城亜紀
ヒロシのひとつ年上の恋人。巨乳の女子大生。ヒロシの24年に一度の恋愛幸運期状況の中、単行本25巻で初登場。ヒロシにケーキ屋の道を尋ね、道案内を買って出たヒロシとそのまま関係を持つ。ヒロシとのデート代を肩代わりすることが多いが、ヒロシと同様に父親がサラリーマンなので小遣いに大差ないらしい。連載終了まで破局には至らなかった。
フクガミの親父
声 - 渡部猛
白山寺で「テーラーフクガミ」という仕立屋を営んでいる男性。腕も人柄も良く不良たちからも慕われており、周辺の名のある不良は皆ここでボンタンを仕立ててもらっている。
「自分の作ったボンタンは漢にしか穿かせない」というのが信条で、バカ牛がトオルと一緒に店の前で順番待ちをしていた際に天保工業の不良集団に絡まれたのを見捨てようとしたトオルを叱咤し、天保工業の不良たちにも武器を使わないよう注意した。
アニメ版では、自身も元不良であり喧嘩を見ると興奮するという設定になっている。
ミチヨ
声 - 玉川砂己子
アニメ版オリジナルキャラクターで、フクガミの親父の娘。地元の進学校に通っている。「ボンタンを作りに来たついでにヤらせてくれる」と有名になっているほどのヤリマンであり、クラミジアを持っている。
駅のホームで痴漢に遭っていた所をヒロシに助けられ、それがきっかけでヒロシと交際を始める。
清楚な女子高生を装って（フクガミの娘であることも伏せて）男に近付くのが彼女の手口であり、チャッピーも彼女の誘いに乗ってしまいクラミジアをうつされている。ヒロシは偶々通り掛かったチャッピーに彼女がクラミジア持ちであることを教えられ、性病をうつされずに済んだものの半狂乱になってしまう。
サル番長
11巻の最初に楽屋落ちの宣伝エピソードで登場。リョウの彼女を寝取り、別の日に他の3人の娘とイチャイチャしながら楽しく道を歩いていた。その光景を見たシンゴは一瞬弱音を吐く。

### 劇場版オリジナルキャラクター
メジャーキャラ
山本先生（1〜3、5〜6作）
役 草薙幸二郎
愛徳高校の2年F組の担任。世界史を担当する。喧嘩ばかりするヒロシとトオルに頭を悩ませている。翔子の乱入には「私は、教師だ！」と叫ぶ。唯一2作以上も登場する。高校与太郎狂想曲以外の作品に登場おり、登場してはトオルとヒロシに巻き込まれる。
第1作目
黒木
役 本間優二
ヒロシとトオルの先輩。現在たこ焼き屋を営業。戸塚の生徒に追われているヒロシとトオルが身を隠すために店の手伝いをさせる。
泉圭子
役 岩本多代
今日子の母親。ヒロシとトオルに不安を持つ。
泉義雄
役 小鹿番
今日子の父親。酒蔵を営む。商売用の酒を飲み荒らした徹と浩志に激怒する。おまけに徹と浩志に酒をかけられる。
今日子の弟
郷ミノルの制服にアイスを付けてしまい、はむかおうとした今日子が危険な時に助けに来た徹と浩志に憧れを持ってしまい、喧嘩を教えてくれと頼んだりする。
兼子晶子
役 一色彩子
兼子生花店を経営している信雄の姉。ヒロシとトオルも絶賛していた。「飛ぶ鳥跡を濁さず」とたしなめる。
中間はな
役 原泉
徹の祖母。家が山村にあり、家に来た徹と浩志と今日子を暖かく迎える。
順子の祖父
役 増田順司
江藤
役 土岐光明
戸塚の生徒。トオルとヒロシに喧嘩を売って負けてしまう。それにヘビ次が怒り鼻割り箸を喰らわされる。
須藤
役 久保寺健之
立花の生徒。愛徳との決戦で、恐怖心で落ち着けず、ウィスキーを飲んでいた。
高校与太郎哀歌
藤本
役 成田三樹夫
テルの父親。鉄工所を経営する。「もっと大男にならんかい」とテルに言い、テルがボンタン狩りをするきっかけを作る。
下山
役 浅子文晴
立花の生徒。柔道の大会に出場するが、圴太郎のルール無視の戦いで敗北する。浩志と戦うが、顔面を殴られてやられてしまう。
原田
役 小宮義浩
城東テル一派原田組リーダー。信雄を宙に飛ばすが、浩志の連続ボディブローに敗北する。テルと原田組のメンバー、石川組のメンバーで、ボンタン狩りをする。
新田
役 木之元亮
徹と浩志が喧嘩で完敗をしたほど強い兄貴分的存在。「狙われる物より狙う者の方が強い」と『仁義なき戦い』の名台詞を引用する。
加奈江
役 浅野ゆう子
新田の恋人。草津の小さなスナックを経営する。徹と浩志が温泉街にいる間、面倒を見た。夜に徹と浩志とダンスをする。
高校与太郎行進曲
須賀良治
役 長谷川悟
通称 リョウ
リョウが無期停学の不良を集めて悪の限りを尽くす、無期停学組のリーダー。前歯を菊永に折られる。その後、菊永と新吾を敗北させる。不意打ち攻撃を得意とする。翔子を誘拐し、廃工場で徹に戦いを挑むが、ツームストールパイルドライバーをお見舞いされる。原作では中学生のリョウだったが、無期停学組のリョウに変更された。
巻田
役 峰松毅
通称 パンダ
無期停学組の副リーダー。リョウと共に悪の限りを尽くす。廃工場で浩志と戦うが、バックフリップで敗北。
上田
役 鳥浜清
立花の生徒。菊永の影武者。リョウに菊永と勘違いされてボコボコにされる。ひょっとこの扇子を仰ぎながら登場する。
高校与太郎狂騒曲
浅野まゆみ
役 柏原芳恵
美大の油絵科に通う2年生。ふとしたことでヒロシと出会い、彼氏の藤沢（柄沢次郎）に捨てられたことで意気投合する。その後、ヒロシと一晩過ごすことになり、ヒロシはそれを徹に自慢したりする。しかし、藤沢がまたやり直そうと話し、海外に行ってしまう。原作の竹城亜紀は浅野まゆみから形を変えてフィードバックしたキャラクター。
マサオ
役 坂田崇悟
トオルの近所に住む中学生。因縁のある四中と3対3の決着をつけるため、有田と坂井を呼んだのだが、トオルとヒロシが2人ともめて倒されてしまう。その後、乳吸いの条件で動いたコーマンズに力を借りて四中に勝つ。役回りは原作では二中のリョウ。
高校与太郎音頭
美智子
役 土岐洋子
学年 2年F組
愛徳の女子生徒。蟹江先生が「実力考査で平均点を10点を上げなければ、男子は丸坊主で、女子はおかっぱ」との話で、トオルに当てはまると指摘して、痛いところを突いた。この役回りは原作だと今日子。
源次
役 泉谷しげる
愛徳のOB。バス喫茶「源次丸」の店主。北高との抗争でオンボロバスを運転して愛徳や北高維新軍団、警察の所に向かい、愛徳一家と翔子を救出する。
矢内
役 西守正樹
新吾の友人。愛徳と北高維新軍団の喧嘩に巻き込まれてしまい、血で目が見えない状態の時、工藤が愛徳の仕業に仕向けるために腕をバールで叩きつけられて右腕を大怪我をしてしまう。しかし、新吾がさらわれた時、工藤から北高のトップにされてしまう。
高校与太郎完結篇
安藤
役 浅立丸
極東高土木科のボス格。丸野に愛徳は極東をバカにしているという嘘を真に受けてしまう。修学旅行で愛徳周辺に来て、夕陽ヶ丘のスケート場で喧嘩をする。順子に馬鹿にされ、便所虫言われる。腕ひしぎ逆十字固めという技を使う。徹と戦うが敗北する。
東山
役 ドン・レオ・藤三
極東高土木科のナンバー2。修学旅行で愛徳周辺に来て、夕陽ヶ丘のスケート場で喧嘩をする。順子を人質に取るが、油断していたら急所を蹴られる。ヒロシに戦いを挑むが負けてしまう。

## 書誌情報
- きうちかずひろ 『ビー・バップ・ハイスクール』 講談社〈ヤンマガスペシャル〉、全48巻
  1. 1984年3月15日発売[4]、ISBN 4-06-102011-0
  2. 1984年8月16日発売[5]、ISBN 4-06-102015-3
  3. 1985年2月8日発売[6]、ISBN 4-06-102020-X
  4. 1985年8月5日発売[7]、ISBN 4-06-102029-3
  5. 1986年2月5日発売[8]、ISBN 4-06-102038-2
  6. 1986年7月4日発売[9]、ISBN 4-06-102046-3
  7. 1987年2月5日発売[10]、ISBN 4-06-102066-8
  8. 1987年7月31日発売[11]、ISBN 4-06-102080-3
  9. 1988年2月3日発売[12]、ISBN 4-06-102099-4
  10. 1988年8月3日発売[13]、ISBN 4-06-102117-6
  11. 1989年2月9日発売[14]、ISBN 4-06-102140-0
  12. 1989年8月3日発売[15]、ISBN 4-06-102161-3
  13. 1990年1月10日発売[16]、ISBN 4-06-102188-5
  14. 1990年5月30日発売[17]、ISBN 4-06-102206-7
  15. 1990年10月25日発売[18]、ISBN 4-06-102236-9
  16. 1991年2月22日発売[19]、ISBN 4-06-102254-7
  17. 1991年6月28日発売[20]、ISBN 4-06-102276-8
  18. 1991年12月2日発売[21]、ISBN 4-06-323304-9
  19. 1992年3月26日発売[22]、ISBN 4-06-323325-1
  20. 1992年8月3日発売[23]、ISBN 4-06-323342-1
  21. 1992年12月2日発売[24]、ISBN 4-06-323361-8
  22. 1993年4月23日発売[25]、ISBN 4-06-323396-0
  23. 1993年10月4日発売[26]、ISBN 4-06-323423-1
  24. 1994年4月1日発売[27]、ISBN 4-06-323455-X
  25. 1994年9月1日発売[28]、ISBN 4-06-323485-1
  26. 1995年2月1日発売[29]、ISBN 4-06-323514-9
  27. 1995年6月1日発売[30]、ISBN 4-06-323537-8
  28. 1995年10月3日発売[31]、ISBN 4-06-323560-2
  29. 1996年2月3日発売[32]、ISBN 4-06-323579-3
  30. 1996年7月3日発売[33]、ISBN 4-06-336603-0
  31. 1997年1月6日発売[34]、ISBN 4-06-336642-1
  32. 1997年5月1日発売[35]、ISBN 4-06-336662-6
  33. 1997年1月6日発売[36]、ISBN 4-06-336703-7
  34. 1998年5月6日発売[37]、ISBN 4-06-336734-7
  35. 1998年9月2日発売[38]、ISBN 4-06-336754-1
  36. 1999年3月3日発売[39]、ISBN 4-06-336785-1
  37. 1999年8月4日発売[40]、ISBN 4-06-336811-4
  38. 1999年11月2日発売[41]、ISBN 4-06-336834-3
  39. 2000年5月2日発売[42]、ISBN 4-06-336866-1
  40. 2000年10月4日発売[43]、ISBN 4-06-336891-2
  41. 2001年2月2日発売[44]、ISBN 4-06-336925-0
  42. 2001年8月3日発売[45]、ISBN 4-06-336964-1
  43. 2001年12月6日発売[46]、ISBN 4-06-336997-8
  44. 2002年4月3日発売[47]、ISBN 4-06-361028-4
  45. 2002年9月4日発売[48]、ISBN 4-06-361066-7
  46. 2003年2月4日発売[49]、ISBN 4-06-361107-8
  47. 2003年8月2日発売[50]、ISBN 4-06-361147-7
  48. 2004年1月6日発売[51]、ISBN 4-06-361179-5

## 映像化作品

### 映画

#### 仲村トオル・清水宏次朗 版
- ビー・バップ・ハイスクール（1985年12月）
主題歌：中山美穂「BE-BOP-HIGHSCHOOL」
- ビー・バップ・ハイスクール 高校与太郎哀歌（1986年8月）
主題歌：中山美穂「JINGI・愛してもらいます」
- ビー・バップ・ハイスクール 高校与太郎行進曲（1987年3月）
主題歌：ビー・バップ・少年少女合唱団「ビー・バップ・シンドローム」
- ビー・バップ・ハイスクール 高校与太郎狂騒曲（1987年12月）
主題歌：仲村トオル「It's All Right」
エンディング曲：清水宏次朗「Love Balladeは歌えない」
- ビー・バップ・ハイスクール 高校与太郎音頭（1988年8月）
主題歌：立花理佐「リサの妖精伝説 -BE-BOP HIGHSCHOOL-」
- ビー・バップ・ハイスクール 高校与太郎完結篇（1988年12月）
主題歌：ビー・バップ・オールスターズ「ビー・バップ・ドリーム」

書籍
- 『YOUNGマガジン特別編集 映画版ビー・バップ・ハイスクール高校与太郎哀歌』1986年8月、講談社ヒットブックス、ISBN 4-06-177701-7
- 『YOUNGマガジン特別編集 続 映画版ビー・バップ・ハイスクール 高校与太郎行進曲』1987年3月、講談社ヒットブックス、ISBN 4-06-177704-1
- 『YOUNGマガジン特別編集 続続 映画版ビー・バップ・ハイスクール 高校与太郎狂騒曲』1988年1月、講談社ヒットブックス、ISBN 4-06-177707-6
- 『YOUNGマガジン特別編集 新 映画版ビー・バップ・ハイスクール 高校与太郎音頭』1988年9月、講談社ヒットブックス、ISBN 4-06-177712-2
- 『YOUNGマガジン特別編集 新新 映画版ビー・バップ・ハイスクール 高校与太郎完結篇』1989年1月、講談社ヒットブックス、ISBN 4-06-177714-9
- 別冊宝島888『俺たちの好きなBE-BOP-HIGHSCHOOL―ツッパリ青春漫画の傑作と80年代ヤンキー伝説』2003年10月、宝島社、ISBN 4-7966-3582-3
- 名和広 (作家)『映画「ビー・バップ・ハイスクール」血風録 高校与太郎大讃歌』2019年2月25日、辰巳出版、ISBN 978-4-7778-2139-6

VHS
- 山口由子の撮影日記 ビー・バップハイスクール 高校与太郎完結篇より（1989年、サム・エンタープライズ / 発売：ワーナーパイオニア、カラー約27分） - 映画「ビー・バップ・ハイスクール 高校与太郎完結篇」の記者会見やロケーションも収録。

#### 岸本祐二・庄司哲郎 版
- BE-BOP-HIGHSCHOOL（1994年） - 原作者きうちかずひろが監督を務め、原作から設定やストーリーを改変している。後に岸本祐二・庄司哲郎コンビのままでVシネマでシリーズ化もされた。

### Vシネマ第1期
1994年の映画のシリーズ化作品で、ビデオドラマとして製作され、1996年から1997年にかけてリリースされた。全12作。
原作漫画をベースにアレンジを加えたストーリーと、オリジナルのストーリーが描かれる。
映画作品では主要な登場人物である、前川新吾、如月翔子、泉今日子は登場しない（このうち、如月翔子は第2期に登場）。
舞台となる地名に関する具体的な言及はないが、関東であることは登場人物の台詞で明かされており、ロケ地にもなっている東京都調布市にある天神通り商店街の“Tenjin st.”と書かれたゲートがたびたび大きく映し出される。
主なキャスト
- 中間徹 - 岸本祐二
- 加藤浩志 - 庄司哲郎
- 順子 - 愛禾みさ
- 菊永淳一 - 木村慶太
- 兼子信雄 - 中島義実
- 大前均太郎 - 岩本宗規
- 黒田晋平 - ねじめ宗吾
- 水崎雅裕 - 伊東貴明
- 梶谷一 - 宮崎光倫（1）
- 朴 - 安藤麗二（1）
- 山田敏光 - 山本太郎（2）
- 骨董店「多奈加」主人（下宿の大家） - 清水宏
- 源田 - 宇梶剛士
- 鬼島 - 山西道広

スタッフ
- 監督 - 成田裕介（1,2,7-12）、一倉治雄（3-6）
- プロデューサー - 紫垣達郎、長谷部晋作、 渡辺亮徳
- 企画 - 黒澤満
- 原作 - きうちかずひろ
- 脚本 - 柏原寛司（1,2,7-10）、岡芳郎（3-6,11,12）
- 撮影 - 仙元誠三（1-4）、森勝（5-12）
- 音楽 - Fuji-Yama（諸藤彰彦、山崎茂之）
- 音楽プロデューサー - 高桑忠男
- エンディングテーマ - MAGIC「Rock'n billy nights」
- 技斗 - 齋藤英雄
- 製作協力 - セントラル・アーツ
- 製作 - 東映ビデオ
- 発売 - 東映

1. BE-BOP-HIGHSCHOOL 1 舌先三寸歩武堂々（1996年3月8日）
2. BE-BOP-HIGHSCHOOL 2 青春野郎白昼夢（1996年5月1日）
3. BE-BOP-HIGHSCHOOL 3 不良少年人生問答（1996年6月14日）
4. BE-BOP-HIGHSCHOOL 4 不良人生摩訶不思議（1996年7月12日）
5. BE-BOP-HIGHSCHOOL 5 舎弟番長デビュー篇（1996年10月11日）
6. BE-BOP-HIGHSCHOOL 6 ハッタリ野郎暴走篇（1996年11月8日）
7. BE-BOP-HIGHSCHOOL 7 極道の娘バトルロイヤル篇（1997年1月10日）
8. BE-BOP-HIGHSCHOOL 8 先輩番長純情篇（1997年2月14日）
9. BE-BOP-HIGHSCHOOL 9 停学野郎繁盛記篇（1997年6月13日）
10. BE-BOP-HIGHSCHOOL 10 ヤリ逃げ人生けもの道篇（1997年7月11日）
11. BE-BOP-HIGHSCHOOL 11 愛徳VS城東 代理戦争篇（1997年8月8日）
12. BE-BOP-HIGHSCHOOL 12 高校与太郎子連れ狼篇（1997年9月12日）

### Vシネマ第2期
第1期とキャストを変えて製作され、1997年から1998年にかけてリリースされた。全4作。
第1期ではコメディ色の強い日常的なエピソードが多かったのに対し、第2期は大規模な抗争を中心に描かれており、映画作品との重複もある。
キャスト
- 中間徹 - 三国一夫
- 加藤浩志 - 天野浩成
- 順子 - つぐみ
- 兼子信雄 - 笹川功二（1,2）、岡田円（3,4）
- 大前均太郎 - 須藤公一
- 黒田晋平 - 佐々木光英
- 川端純 - 井川修司
- 如月翔子 - 菅原晶子
- 山田敏光 - 宮崎光倫
- 菊永淳一 - 江藤純
- ミノル - 足立智宏
- テル - 水澤慎二
- 西 - 羽村英（3）
- 柴田 - やべきょうすけ（3）
- 鬼島 - 菅田俊

スタッフ
- 監督 - 成田裕介（1,2）、伊藤裕彰（3,4）
- 企画 - 黒澤満
- プロデューサー - 服部紹男、久保田雅美、結城良熙
- 原作 - きうちかずひろ
- 脚本 - 岡芳郎（1,3）、柏原寛司（2）、植村更（4）
- 撮影 - 森勝
- 音楽 - Fuji-Yama
- 音楽プロデューサー - 高桑忠男
- エンディングテーマ - YOSU-KO「ハッピー」（キングレコード）
- 技斗 - 中瀬博文（グループ十二騎会）
- 製作 - 東映ビデオ
- 発売 - 東映

1. BE-BOP-HIGHSCHOOL 武闘派番長・血闘篇（1997年12月12日）
2. BE-BOP-HIGHSCHOOL 愛徳・立花死闘篇（1998年2月13日）
3. BE-BOP-HIGHSCHOOL 血染めの学ラン・殉愛篇（1998年9月11日）
4. BE-BOP-HIGHSCHOOL 頂上戦争・不良狩り篇（1998年11月13日）

### テレビドラマ
TBS系列で21:00から「水曜プレミア」枠で放送された。ストーリーは「ボンタン狩り」で有名な「高校与太郎哀歌」をベースに、漫画の中にあるエピソードやオリジナルエピソードをからめて展開された。
- 第1弾 - 2004年6月16日
- 第2弾 - 2005年8月17日

#### キャスト（テレビドラマ）
- 泉今日子 - 石原さとみ
- 加藤浩志 - 窪塚俊介
- 中間徹 - 松尾敏伸
- 三原山順子 - 山田優
- 前川新吾 - 金子統昭
- 菊永淳一 - MAKOTO（二作目では越中睦名義）
- 山田敏光 - 坂口拓
- 兼子信雄 - 岩尾望 （フットボールアワー）
- 大前均太郎 - 大地洋介（ダイノジ）
- 川端純 - 松山ケンイチ
- 黒田晋平 - 田辺伸之助
- 郷ミノル - 田中聡元
- 大山フミエ - 本上まなみ
- 鬼島 - 陣内孝則

スペシャルドラマ第1弾
- 藤本輝夫（テル） - 小林且弥
- 酒井刑事 - 佐藤二朗
- 池田剛 - 斎藤工
- 西林 - 少路勇介
- 北沢刑事 - 樋口浩二
- 高岩署 署長 - 森下哲夫
- アユ - 美月
- 藤岡先生 - 中森祥文
- 本人役 - 橋本真也
- 早乙女憲二 - 佐々木蔵之介

スペシャルドラマ第2弾
- 柴田 - 桐谷健太
- 西 - 乃木優哉
- マキ - サエコ
- 今日子の父 - 假屋崎省吾
- 中年男 - 上島竜兵（ダチョウ倶楽部）
- 今日子の母 - 藤吉久美子

#### スタッフ（テレビドラマ）
- 原作 - 『ビー・バップ・ハイスクール』きうちかずひろ
- 脚本 - 鈴木おさむ
- 演出 - 金子文紀
- 主題歌 - BOØWY『B・BLUE』『ホンキー・トンキー・クレイジー』（東芝EMI）
- 音楽 - Audio Highs
- 音楽プロデュース - 志田博英
- アクション監督：坂口拓
- アクションコーディネーター：カラサワイサオ
- プロデューサー - 鈴木早苗
- 製作 - TBS、TBSエンタテインメント

### アニメ
東映VANIMEとして1990年〜1998年にかけてOVAが発売された。全7巻。白山寺関連のエピソードが多数を占める。
一部の高校の制服の色が原作および実写版と異なっている（城東工業高校の制服が実写版では青だったがアニメでは紫になっているなど）。また、原作者のきうちかずひろが声優として参加している（「木内一裕」名義）。

#### 主題歌
オープニングテーマは全作共通でクールス・ロカビリー・クラブの「BE A GOOD BOY (I AIN'T GONNA BE GOOD) 」、エンディングテーマもそれぞれクールスやそのヴォーカリストであるジェームス藤木のナンバーが使用されている。この音楽製作フォーマットは、後の1994年の実写映画版でも踏襲された。

#### キャスト（アニメ）
- ヒロシ - 小野坂昌也
- トオル - 立木文彦
- チャッピー - 若本規夫
- 高木 - 千葉繁
- 朴 - 松田重治
- ガチャピン - 大塚芳忠
- カメマン - 堀秀行
- 菊永 - 千葉繁
- ミノル - 矢尾一樹
- 順子 - 高山ゆかり
- 大杉 - 速水奨
- リサ - 皆口裕子
- ノブオ - 飛田展男
- ジュン - 掛川裕彦
- 山田敏光 - 江川央生
- バカ牛 - 屋良有作
- ミチヨ - 玉川紗己子
- 池田 - 川原和久
- 智美 - 柿沼紫乃

#### 曲
- オープニングテーマ
  - 「BE A GOOD BOY (I AIN'T GONNA BE GOOD) 」(全話共通)
    - 作詞・作曲 - ジェームス藤木 / 唄・演奏 - クールス (COOLS ROCKABILLY CLUB)

- エンディングテーマ
  - 「THAT IS MY DESIRE」（第1話）
    - 作詞・作曲 - ジェームス藤木 / 歌・演奏 - クールス (COOLS ROCKABILLY CLUB)

  - 「いかしたグッドモーション」（第2話）
    - 作詞・作曲 - ジェームス藤木 / 歌・演奏 - クールス (COOLS ROCKABILLY CLUB)

  - 「DANCE DANCE DANCE」（第3話）
    - 作詞・作曲・歌 - ジェームス藤木 / レコーディングディレクター - 増井淑博

  - 「気分は SUPER TOUGH」（第4話、第7話）
    - 作詞・作曲・編曲・歌 - ジェームス藤木

  - 「恋のオーバーヒート」（第5話）
    - 作詞・作曲・歌 - ジェームス藤木

  - 「GIMMIE SOME MORE POWER (I'M A REAL FIGHTER) 」（第6話）
    - 作詞・作曲・編曲・歌 - ジェームス藤木

- 挿入歌
  - 「Don't Look Back」（第1話）
    - 作曲 - 伊藤銀次 / 編曲 - 佐藤史郎

  - 「いかしたグッドモーション」（第4話）
    - 作詞・作曲 - ジェームス藤木 / 歌・演奏 - クールス (COOLS ROCKABILLY CLUB)

- テーマ曲
  - 「僕たちのイノセント」（第1話）
    - 作曲 - 高野祐 / 作曲 - 伊藤銀次 / 編曲 - 佐藤史郎 / 唄 - VOICE

#### スタッフ（アニメ）
- 監督 - 有迫俊彦（1,2,6）角銅博之（3-5）藤瀬順一（7）
- 企画 - 内田勝（1）三樹創作（1-5）山野勝（1-5）黒澤満（6） 高橋尚子（7）
- 原作 - きうちかずひろ
- プロデューサー - 鈴木良平（1-4）木内一雅（1-5）高橋尚子（1-6）新藤征夫（5）嶋津毅彦（7）
- 脚本 - 木内一雅、きうちかずひろ（1-3）浦畑達彦（4,5）植村更（6,7）
- 監修 - 勝間田具治（1）有迫俊彦（7）
- 美術監督 - 東潤一
- 美術 - 宮前光春（3）
- 撮影監督 - 白井久男（1,2）奥井敦（3）福田岳志（4）福井政利（5）梶原裕美子（6）
- デジタル合成監督 - 広川二三男（7）
- キャラクターデザイン - 羽山淳一
- 作画監督 - 羽山淳一（1-6）増田信博（7）
- 音響監督 - 三間雅文
- 音響効果 - 今野康之
- 音楽プロデューサー - 伊藤銀次（1）
- 音楽ディレクター - 宿谷一（1-3）
- 主題歌・OPEDテーマ制作 - 増井淑博（4-7）
- 音楽 - 上田聡、鈴木由花（1）向井寛（2-7）
- 編集 - 花井正明（1,2,5）福光伸一（3,6,7）片桐公一（4）
- 助監督 - 和田裕一（1,2,6）岡本晴久（3-5）高田元（7）
- 製作担当 - 蕪木登喜司（1-5）小塚憲夫（1）風間厚徳（5）高梨洋一（6,7）
- 技斗監修 - 高瀬将嗣（高瀬道場）（1）
- 製作協力 - 東映アニメーション（旧東映動画）
- 製作 - 東映ビデオ / 講談社 / 愛徳商事

### ムービーコミック
2011年5月1日からBeeマンガで配信された。制作は東通。
キャスト
- 加藤浩志：吉野裕行
- 中間徹：中村悠一
- 兼子信雄：山口清裕
- 大前均太郎：上村友二
- 黒田晋平/前川新吾：山本祥太
- 山田敏光/島崎：江南真利
- 菊永：若杉享

主題歌
- Honey L Days「move!」

エンディングテーマ
- Honey L Days「Sunshine」

### ゲーム
- 任天堂ファミリーコンピュータソフト『ビー・バップ・ハイスクール 高校生極楽伝説』（1988年3月30日発売、データイースト） - 何者かに連れ去られてしまった北高の前川シンゴの行方をヒロシとトオルが追い求める新感覚のコミカル＆ツッパリ・アドヴェンチャーゲーム。
攻略本として、ヤングマガジン特別編集『ビー・バップ・ハイスクール 高校生極楽伝説』（1988年4月、講談社ヒトブックス、監修：きうちかずひろ＆愛徳商事）が出版されている。
- Mobageプラットフォーム ソーシャルゲーム『BE-BOP-HIGHSCHOOL』（2011年12月、配信：KONAMI） - お気に入りのキャラクターを集めて強化することができる育成シミュレーションゲーム[54]。

## タイアップ

### パチンコ・パチスロ
パチンコ
- CR BE-BOP（2004年、サンセイアールアンドディ）
- CR BE-BOP〜壇蜜与太郎仙歌〜（2014年、サンセイアールアンドディ）

パチスロ
- BE-BOP（2006年、エレコ）
※「ハイスクール（高校）」という語句が機種名として使えないため、各々機種名が「(CR)BE-BOP」となっている。

### テレビ番組
- アメトーーク!「ビーバップ・ハイスクール芸人」（2010年11月18日放送、テレビ朝日）漫画回や映画でのアクションシーンなどを紹介する模様が放送された。2012年9月26日発売の「アメトーーク! DVD 23」に収録されている。
出演：土田晃之、ケンドーコバヤシ、ペナルティ･ヒデ、サバンナ高橋、パンクブーブー黒瀬、ピース綾部、バッドボーイズ佐田、野性爆弾･川島

### 新日本プロレス
- 2021年11月頃に新日本プロレス所属選手のCHAOS矢野通と本隊ゴールデンエース棚橋弘至が、WORLD TAG LEAGUE2021でタッグを組み、下の名前が本作の主人公と同じ読みであることから、「トオルとヒロシ」でデビューした。本番では、いつもの矢野の頭脳戦略に棚橋のヘビーファイトスタイルで魅力し、トオルとヒロシらしい旋風を繰り広げた。そしてこのタッグ結成に伴い、矢野の入場曲と棚橋の入場曲がメドレー式となった。2024年4月からはボルチン・オレッグを加えた「トオルとヒロシとボルチン」を結成、同月に行われた台北大会でNEVER無差別級6人タッグ王座を戴冠している[55]。

## 関連作品
- ビーバップのおっさん - 2022年7月24日公開のオマージュ映画。主演：白井光浩・清水宏次朗（ダブル主演）。監督：旭正嗣。